# Le Mas-d'Agenais
Pour les articles homonymes, voir Mas.
Le Mas-d'Agenais est une commune du Sud-Ouest de la France, située dans le département de Lot-et-Garonne en région Nouvelle-Aquitaine.
Ses habitants sont appelés les Massais.
La commune présente une particularité sur le plan sportif ; malgré sa taille modeste, elle héberge un club formateur du rugby à XIII français  jusqu'en 2023.

## Géographie

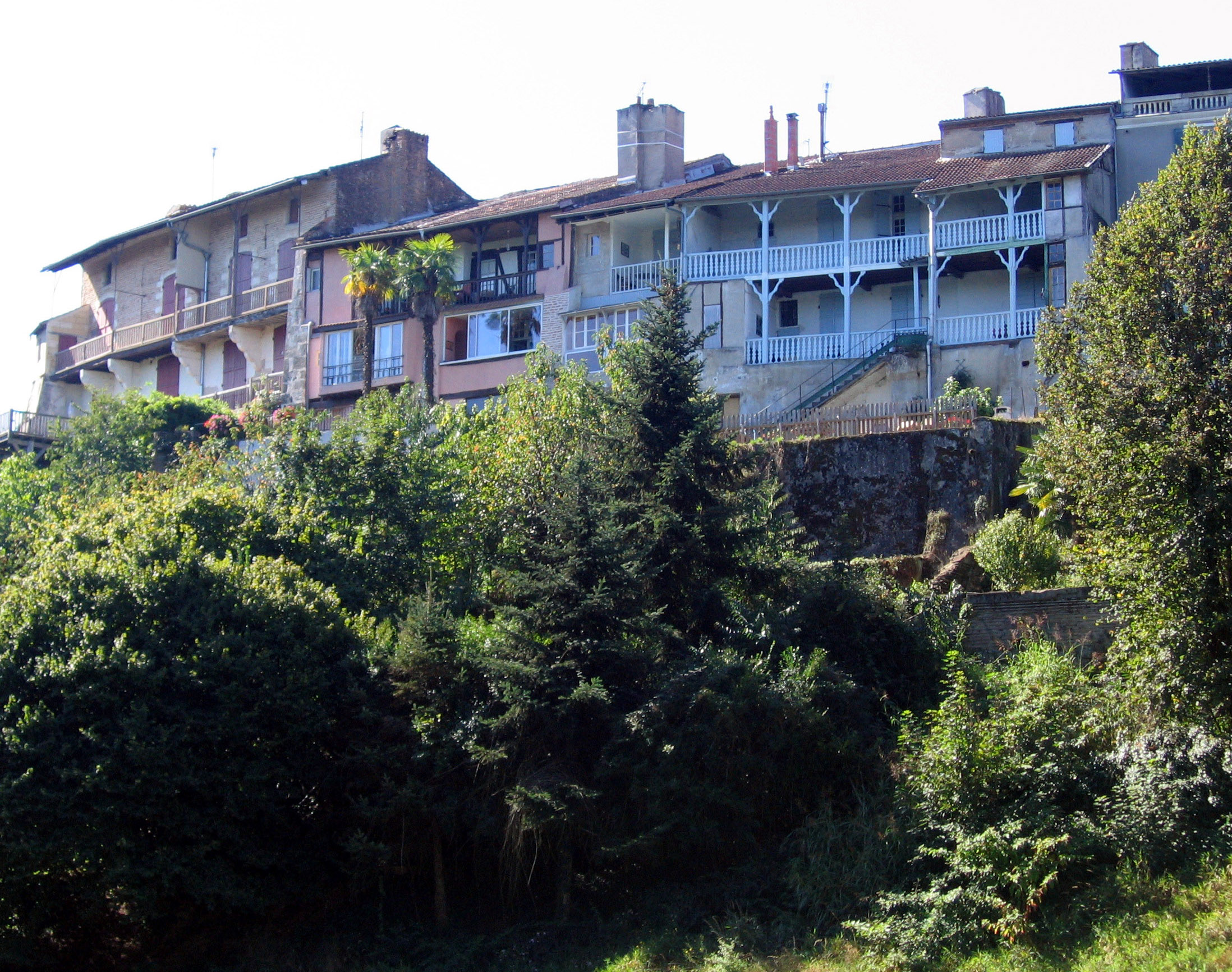
Maisons surplombant la halte nautique sur le canal.

### Localisation
Le Mas-d'Agenais est une commune de l'ouest du département de Lot-et-Garonne (entre Marmande et Tonneins) située en limite du Queyran sur la rive gauche de la Garonne. Bâti sur un site en terrasse, le bourg domine le canal latéral à la Garonne et la Garonne d'une vingtaine de mètres.

### Communes limitrophes
Le Mas-d'Agenais est limitrophe de six autres communes.
Les communes limitrophes sont  Calonges, Caumont-sur-Garonne, Lagruère, Sainte-Gemme-Martaillac, Sainte-Marthe et Sénestis.
| Caumont-sur-Garonne     |                  | Sénestis |
| Sainte-Marthe           | du Mas-d'Agenais | Lagruère |
| Sainte-Gemme-Martaillac |                  | Calonges |

### Géologie et relief

#### Géologie
Les terrains affleurant sur les terrasses sont des formations d'origines fluviatiles datant du quaternaire. La haute terrasse, qui prend sa plus grande ampleur au niveau de la commune, fait partie d'un ensemble plus vaste débutant aux abords de Puch-d'Agenais et se poursuivant vers Samazan. Datée du Pléistocène inférieur terminal, elle est formée d'un épais épandage alluvionnaire (20 à 25 m) de sable plus ou moins argileux jaunâtre à rougeâtre, feldspathique, et de graviers et gros galets de quartz et quartzite gris. La surface est recouverte par 1 à 3 m de limon beige-marron. Les minéraux lourds sont représentés surtout par andalousite, sillimanite et tourmaline. La phase argileuse se caractérise par l'association kaolinite-illite. La moyenne terrasse (qui débute en amont de Damazan) est un ensemble alluvionnaire, daté du Pléistocène moyen, d'une épaisseur moyenne de 10 m. Elle est constituée, à la base, de sables jaune orangé grossiers, accompagnés de graviers et galets de 3 à 4 cm, alors que le sommet voit apparaître des galets (10 à 15 cm) de quartz à patine jaunâtre et de quartzite. La surface est recouverte par un limon brun rougeâtre argilo-sableux. La basse terrasse est un ensemble alluvionnaire composite plus récent. Il s'agit essentiellement d'alluvions à dominante limoneuse datées de l'Holocène. D'une épaisseur d'environ 3 à 4 mètres, elle a pour base (40 cm) des sables fins gris clair micacés, surmontés par des silts grisâtres micacés légèrement plus foncés (50 cm). La partie supérieure est composée de 2 mètres d'argile limoneuse brun clair à brun plus foncé. Il existe également des alluvions actuelles, situées au niveau du lieu-dit "l'Ile" (extrême nord de la commune) à proximité immédiate du lit actuel de la Garonne. Composées de sables légèrement argileux micacés, gris à brun clair, entrecoupés de limons grisâtres, elles ont une épaisseur moyenne d'un mètre et demi.
Les talus présentent des terrains affleurants plus divers tant par leur chronologie que par leur formation. En ce qui concerne les talus dominant le lit majeur de la Garonne et les vallées de ses affluents, affleurent (en plus des dépôts alluvionnaires cités précédemment pour la terrasse haute et la terrasse moyenne) deux types de molasses datées de l'Oligocène inférieur : partie supérieure des molasses du Fronsadais et partie inférieure des molasses de l'Agenais.
Les molasses de l'Agenais affleurent sur la partie supérieure du talus de la terrasse haute entre le Pichagouille (à l'ouest) et le bourg du Mas-d'Agenais (à l'est). Les molasses du Fronsadais affleurent sur la partie inférieure du talus de la terrasse haute entre le Mayne (à l'ouest) et le bourg du Mas-d'Agenais (à l'est) ; elles affleurent également sur le talus de la terrasse moyenne en limite est de la commune au niveau de la station de pompage (lieu-dit Salomon). En ce qui concerne le talus reliant la terrasse haute à la terrasse moyenne, l'affleurement est constitué du même dépôt alluvionnaire que la terrasse haute. Cependant, sur les 600 derniers mètres avant la limite sud de la commune, le terrain affleurant est formé de colluvions issues des formations alluvionnaires et molassiques.

#### Topographie
Le territoire communal est composé de trois ensembles d'inégales importance et altitude mis en contact par des talus.
À l'ouest de la commune, l'ensemble le plus vaste est également le plus élevé : il s'abaisse lentement du sud (altitude 100 m) au nord (altitude 80 m). Il s'agit de la partie orientale de la haute terrasse de la Garonne dont les limites sont la vallée de la Garonne (au nord), la vallée de l'Avance (à l'ouest), les collines en limites de la commune de Sainte-Gemme-Martaillac (au sud) et la moyenne terrasse de la Garonne (à l'est). Sur la commune du Mas-d'Agenais, les vallées de petits ruisseaux affluents de la Garonne (Mayne et Pichagouille) entaillent profondément sa partie septentrionale et individualisent des sous-ensembles : à l'ouest, entre Mayne (qui sert de limite communale avec Caumont-sur-Garonne) et Pichagouille, se trouve le plateau de Revenac ; à l'est, entre Pichagouille et le talus oriental, se situe le plateau de "Camparome haute"
Séparé de ce premier ensemble par un talus rectiligne (orienté nord-sud) d'une trentaine de mètres de dénivelé, le deuxième ensemble, moins vaste, occupe le nord-est de la commune. Il s'agit d'une haute plaine (altitude supérieure à 40 mètres) adoptant une forme grossièrement triangulaire et dont le village occupe le sommet nord. Ce deuxième ensemble, qui porte le nom de "plaine de Camparome" ou « Camparome basse », n'est finalement que l'extrémité occidentale de la moyenne terrasse qui borde la Garonne depuis Damazan.
Également de forme triangulaire, le troisième ensemble, le plus petit et le moins élevé (altitude inférieure à 25 mètres), occupe le nord-ouest de la commune. Il s'agit d'une partie de la basse terrasse formant le lit majeur de la Garonne (la bassure) reliée au premier ensemble par un fort talus (dénivelé d'une soixantaine de mètres). Ce dernier ensemble porte le nom de "plaine de Varennes".

#### Pédologie
D'un point de vue pédologique, il convient de différencier deux espaces différents. La haute terrasse, composée d'alluvions anciennes, porte des sols argilo-sableux, évoluant vers des types podzoliques et appartenant souvent à la catégorie des "boulbènes de terrasses". Ces terres, présentant un horizon limono-sableux surmontant un horizon d'accumulation imperméable, sont battantes et de fertilité inégale. La terrasse moyenne, formée d'alluvions modernes, porte des sols bruns, lessivés, profonds et riches, de valeur agricole élevée.

### Hydrographie
Le drainage hydrographique est imposé par l'axe principal de direction SE-NW constitué par la Garonne (dont le milieu du cours forme la limite nord de la commune). Les quatre kilomètres du fleuve qui concernent Le Mas-d'Agenais forment un segment presque rectiligne compris entre deux méandres de plaine alluviale (le premier, en amont, au niveau de la commune de Lagruère ; le second, en aval, au niveau de la commune de Caumont-sur-Garonne). Au niveau du territoire communal, le lit mineur du fleuve est d'une largeur moyenne comprise entre 125 m (amont) et 200 m (aval). Le chenal d'étiage est unique sauf à 800 m en aval du pont où un banc de galets (ayant une largeur maximale d'une cinquantaine de mètres) crée deux bras sur environ 300 m (le bras nord étant plus large et profond que le bras sud).
Le débit moyen de la Garonne, au Mas-d'Agenais, est de 590 m3/s. Cependant, le fleuve ayant un régime pluvio-nival cela entraîne de hautes eaux en hiver et au printemps, des basses eaux en été et parfois en automne.
Seul l'extrême nord du territoire communal, situé dans le lit majeur du fleuve, est touché par le phénomène récurrent des crues de la Garonne. Pouvant avoir lieu de l'hiver jusqu'à la fin du printemps, ces inondations ou "aïgats" scandent l'histoire de la moyenne vallée de la Garonne. Les mieux documentées pour la commune sont :
- l'Aïgat de la San Barnabé, en juin 1712 ;
- l'Aïgat des Rameaux, en avril 1770, avec un débit de 7 400 m3/s au Mas-d'Agenais ;
- l'Aïgat de la Paour, en février 1793 ;
- la crue de janvier 1843, avec un débit de 6 500 m3/s au Mas-d'Agenais ;
- l'Aïgat de la Saint-Jean, en juin 1875, avec un débit de 7 500 m3/s au Mas-d'Agenais ;
- la crue de février 1879, avec un débit de 7 000 m3/s au Mas-d'Agenais ;
- la crue de mars 1927 (ayant pour origine une grande crue du Lot), avec un débit de 6 300 m3/s au Mas-d'Agenais ;
- la crue de mars 1930 (ayant pour origine une formidable crue du Tarn aggravée par le Lot), avec un débit de 7 500 m3/s au Mas-d'Agenais ;
- la crue de mars 1935, avec un débit de 6 150 m3/s au Mas-d'Agenais ;
- la crue de février 1952, avec un débit de 6 700 m3/s au Mas-d'Agenais ;

L'extrême nord du territoire communal est protégé des inondations par une série de digues (les mattes) qui longent le cours du fleuve. Une deuxième série de digues complète ce dispositif en enserrant également les cours du Pichagouille et du Mayne. En effet, lorsque la Garonne est en crue, elle refoule l'eau de ses affluents vers l'amont provoquant par là-même leur crue.
Sur le territoire communal, la Garonne a comme affluents une série de quatre ruisseaux (plus ou moins temporaires) dont les plus importants, situés à l'ouest du village, sont le Pichagouille et le Mayne. Le nom de ce dernier a largement varié au cours des siècles : appelé Muing ou Maing au moins jusqu'au XVIIe siècle, il était connu sous le nom de Magne au début du XXe siècle. De très courte longueur (le Pichagouille ne fait que 5,2 kilomètres et le Mayne 4,7 kilomètres), ils prennent naissance sur la commune ou en limite immédiate. Pour atteindre la Garonne, leurs vallées entaillent profondément la partie nord du plateau sur lequel ils naissent.
Deux de ces ruisseaux servent de limites orientales et occidentales à la commune : à l'est, la Clousasse sert de frontière avec la commune de Lagruère ; à l'ouest, le Mayne sert de frontière avec la commune de Caumont-sur-Garonne.

### Climat
Pour des articles plus généraux, voir Climat de la Nouvelle-Aquitaine et Climat de Lot-et-Garonne.
Historiquement, la commune est exposée à un climat océanique aquitain.  
En 2020, Météo-France publie une typologie des climats de la France métropolitaine dans laquelle la commune est exposée à un climat océanique et est dans la région climatique  Aquitaine, Gascogne, caractérisée par une pluviométrie abondante au printemps, modérée en automne, un faible ensoleillement au printemps, un été chaud (19,5 °C), des vents faibles, des brouillards fréquents en automne et en hiver et des orages fréquents en été (15 à 20 jours).
Pour la période 1971-2000, la température annuelle moyenne est de 12,6 °C, avec une amplitude thermique annuelle de 15,1 °C. Le cumul annuel moyen de précipitations est de 801 mm, avec 11,1 jours de précipitations en janvier et 6,8 jours en juillet. Pour la période 1991-2020, la température moyenne annuelle observée sur la station météorologique la plus proche, située sur la commune de Verteuil-d'Agenais à 17 km à vol d'oiseau, est de 13,8 °C et le cumul annuel moyen de précipitations est de 821,3 mm,. Pour l'avenir, les paramètres climatiques de la commune estimés pour 2050 selon différents scénarios d’émission de gaz à effet de serre sont consultables sur un site dédié publié par Météo-France en novembre 2022.

### Paysages

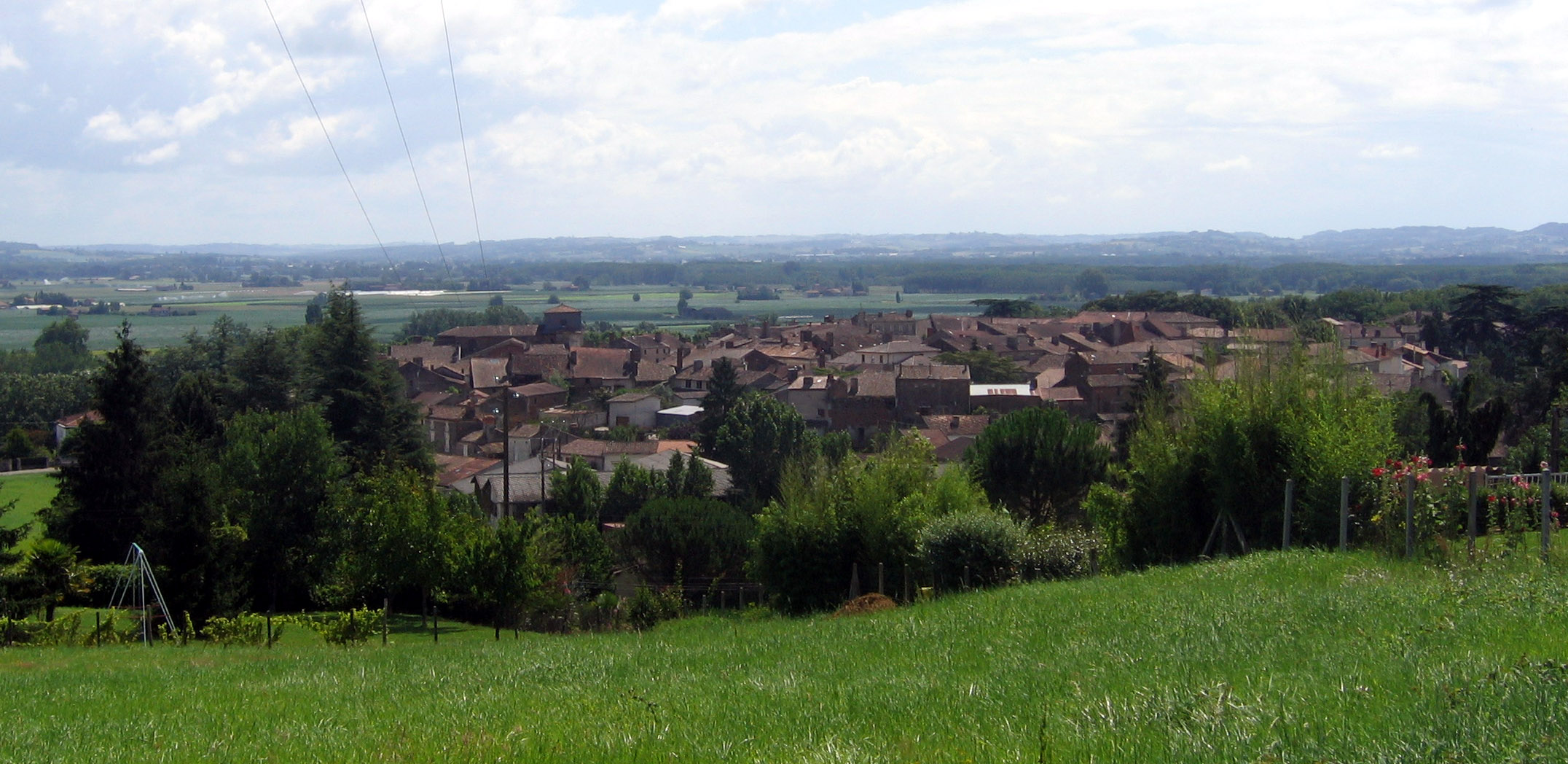
Vue du bourg prise de l'ouest.

La terrasse supérieure est largement dominée par un paysage forestier, ce qui est une singularité pour une commune située dans la moyenne vallée de la Garonne. En effet, si le taux de boisement de ce dernier espace est inférieur à 5 %, le taux de boisement communal atteint quant à lui les 42 %. Ce boisement est constitué par la forêt communale du Mas-d'Agenais (654 ha) et de Sénestis (238 ha) qui couvre 892 hectares. Il est constitué d'un mélange de futaies de chênes pédonculés ou rouvres et de taillis de chênes et de charmes (certaines parcelles étant en voie de conversion en futaie). D'autres parcelles ont fait l'objet d'enrésinement en bandes de pin maritime. Cette forêt, qui porta le nom de "Bois de Saint-Vincent" (lo Bosc de Sant-Vincen) ou de "Padouen" (lo padoene, terme désignant un terrain de jouissance commune), apparaît pour la première fois dans l'histoire communale à travers un acte de 1266. Elle est la partie la plus importante d'un massif forestier de 1 367 ha, appartenant à sept communes limitrophes (Le Mas-d'Agenais, Sénestis, Caumont-sur-Garonne (76 ha), Fourques-sur-Garonne (75 ha), Sainte-Marthe (58 ha), Sainte-Gemme-Martaillac (58), Labastide-Castel-Amouroux) et à des particuliers (Calonges : 220 ha). Les cultures, sous forme d'openfield céréalier, sont rejetées au nord de l'autoroute.
La terrasse inférieure est quant à elle entièrement humanisée. Elle présente un paysage d'openfield majoritairement céréalier. Le boisement est rejeté sur les talus est et nord ou, au nord de la D 143 dans les vallées creusées par les deux ruisseaux traversant la terrasse pour se jeter dans la Garonne.
La vallée de la Garonne présente, elle aussi, un paysage entièrement humanisé. Il s'agit également d'un openfield céréalier mais largement complété de peupleraies.

## Urbanisme

### Typologie
Au 1er janvier 2024, Le Mas-d'Agenais est catégorisée bourg rural, selon la nouvelle grille communale de densité à sept niveaux définie par l'Insee en 2022.
Elle est située hors unité urbaine. Par ailleurs la commune fait partie de l'aire d'attraction de Marmande, dont elle est une commune de la couronne,. Cette aire, qui regroupe 48 communes, est catégorisée dans les aires de 50 000 à moins de 200 000 habitants,.

### Occupation des sols

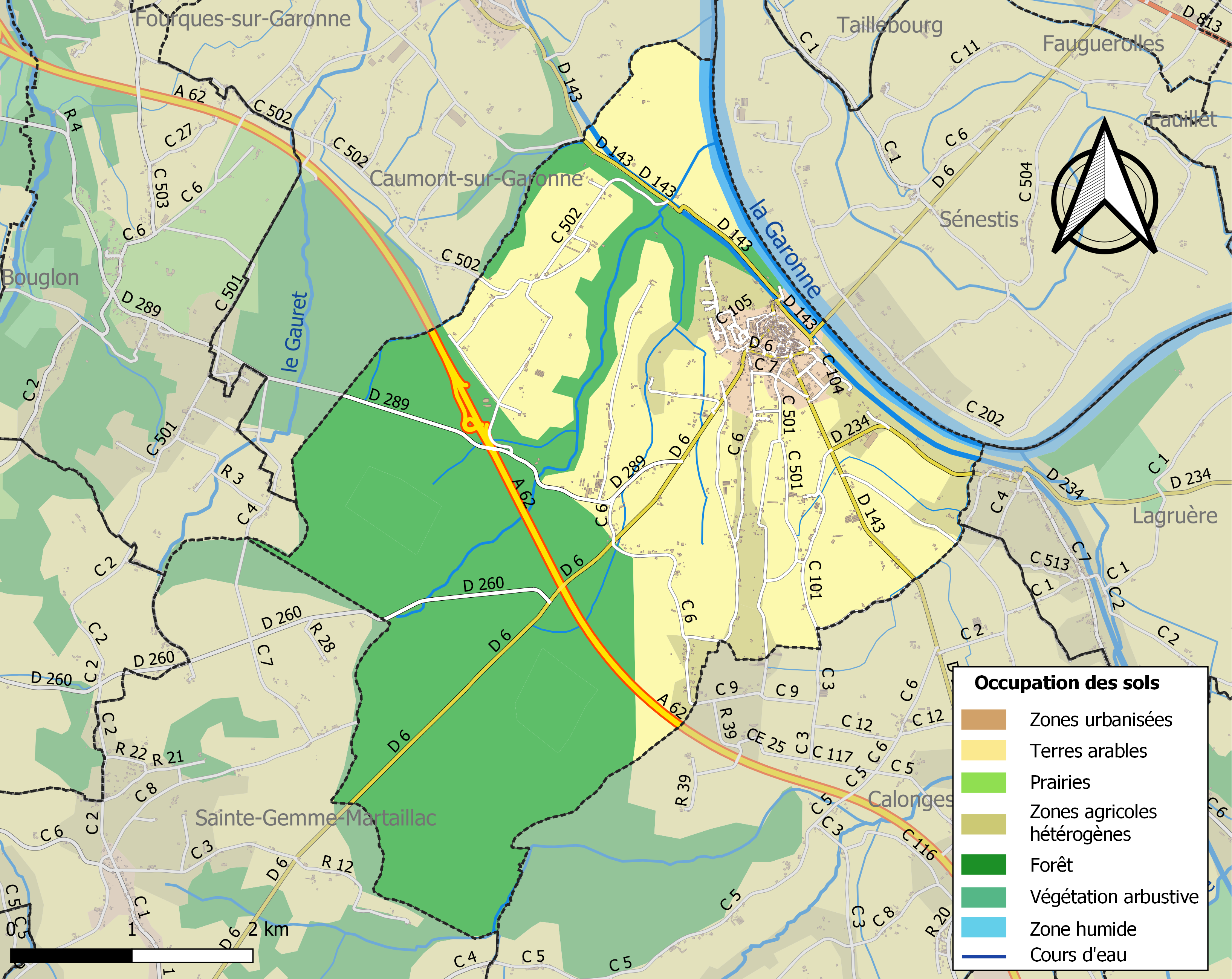
Carte des infrastructures et de l'occupation des sols de la commune en 2018 (CLC).

L'occupation des sols de la commune, telle qu'elle ressort de la base de données européenne d’occupation biophysique des sols Corine Land Cover (CLC), est marquée par l'importance des forêts et milieux semi-naturels (48,9 % en 2018), en diminution par rapport à 1990 (50,3 %). La répartition détaillée en 2018 est la suivante : forêts (48,9 %), terres arables (38,7 %), zones agricoles hétérogènes (7,8 %), zones urbanisées (3,2 %), eaux continentales (1,4 %). L'évolution de l’occupation des sols de la commune et de ses infrastructures peut être observée sur les différentes représentations cartographiques du territoire : la carte de Cassini (XVIIIe siècle), la carte d'état-major (1820-1866) et les cartes ou photos aériennes de l'IGN pour la période actuelle (1950 à aujourd'hui).

### Voies de communication et transports
Le territoire du Mas-d'Agenais dispose de deux types de voies de communication.

#### Voies routières
On peut distinguer deux catégories de voies routières selon leurs fonctions.
La première catégorie regroupe les voies desservant la commune et la reliant aux communes limitrophes. Elle est essentiellement composée de cinq voies départementales secondaires classées « routes étroites régulièrement entretenues », à l'exception de la D 6 considérée comme une route de moyenne viabilité. Deux de ces départementales (la D 6 et la D 143) se coupent au niveau du village du Mas-d'Agenais qui fait fonction de carrefour routier.
La deuxième catégorie de voies automobiles est constituée par les voies traversant la commune sans la desservir : c'est le cas de l'A 62/E 72 dite « Autoroute des Deux Mers ». Cette autoroute traverse la bordure nord de la forêt du Mas-d'Agenais selon un axe nord-ouest/sud-est. Si la commune n'est pas desservie par l'autoroute (l'échangeur le plus proche étant situé sur la commune de Samazan : échangeur 5 Marmande, sur la D 933), on y trouve par contre une aire de services (au nord de l'autoroute) accessible dans les deux sens de circulation. Elle a été ouverte le 4 janvier 2006, sur l'emplacement de l'ancienne aire de repos du Mas-d'Agenais, en remplacement des stations-service des aires du Bazadais et du Queyran. Gérée par l'enseigne de grande distribution Carrefour, elle se compose d'une station-service, d'une boutique et d'un établissement de restauration rapide.

#### Ponts routiers
Le pont suspendu du Mas-d'Agenais est un ouvrage d'art de la première moitié du XIXe siècle (rénové durant la première moitié du XXe siècle) dont la charge maximale est limitée à quinze tonnes. Constitué de trois travées reposant sur deux piles, il franchit le canal latéral à la Garonne et la Garonne. De par son étroitesse, il oblige à une circulation alternée en fonction de feux tricolores.
Il existe également un pont sur le Pichagouille (RD 289) et deux ponts sur le canal latéral à la Garonne en direction de Caumont-sur-Garonne. Le pont sur le Pichagouille est un pont de fond de vallée qui derrière un aspect général simple masque une structure double plus complexe. La partie sud du pont (voie de gauche en se dirigeant vers Sainte-Marthe) est la partie la plus ancienne du pont. Il s'agit d'un pont en maçonnerie à une arche avec voute en berceau. La partie nord du pont (voie de droite en se dirigeant vers Sainte-Marthe) n'est qu'un élargissement du pont par un tablier horizontale en béton. En ce qui concerne les ponts sur le canal, le premier, immédiatement à la sortie du bourg, se situe au niveau de l'écluse : il s'agit d'un pont en maçonnerie et pierre de taille ; le second se situe au lieu-dit « Larriveau » (environ 1,1 km en aval) : il s'agit d'un pont en béton armé. Pour ces deux ouvrages d'art, la charge maximale est limitée à seize tonnes et la circulation y est alternée à cause de leur étroitesse.
Il existe enfin trois ponts sur l'autoroute A 62. Les plus anciens permettent le franchissement de cet axe par la départementale D 6 en direction de Casteljaloux et la départementale D 289 en direction de Sainte-Marthe et Samazan. Le plus récent dessert l'aire de services du Mas-d'Agenais.

#### Pistes cyclables
La voie verte des Deux Mers, piste cyclable reliant  Castets-en-Dorthe (Bordeaux à terme) à Toulouse et Sète en longeant le canal de Garonne, traverse le nord du territoire communal sur environ 4,5 kilomètres selon une direction nord-ouest/sud-est. Il s'agit d'une voie en site propre empruntant le chemin de halage nord du canal. L'aménagement consiste en une piste en grave émulsion calcaire asphaltée, de 2,5 mètres de large, épaulée de part et d’autre par une bande de 0,5 mètre de revêtement stabilisé. Commencé fin 2005, cet aménagement a été réalisé en deux étapes au niveau du territoire communal : en 2006, ouverture de la section Agen-Le Mas-d'Agenais ; en 2007, ouverture de la section Le Mas-d'Agenais-Fontet. Le département en assure la gestion.

#### Voies d'eau

##### Garonne
La Garonne est de nos jours totalement délaissée comme voie de communication. Elle fut pourtant (depuis la protohistoire) l'axe de communication structurant de la région mais également de la commune.

##### Canal latéral à la Garonne
Le canal latéral à la Garonne traverse le nord de la commune du Mas-d'Agenais selon une direction nord-ouest/sud-est sur 4,5 km. Il s'agit d'un canal au gabarit Freycinet équipé d'une écluse automatique (no 44) et d'une halte nautique.
Le trafic marchandise entre Agen et Bordeaux ayant cessé en 2001, il ne subsiste plus qu'une navigation de plaisance.
Cependant, les données de fréquentation (2008) font apparaître Le Mas-d'Agenais comme un terminus dans le cadre de cette navigation. En effet, la fréquentation du canal sur le territoire du Mas-d’Agenais est inférieure (1 000 à 25 000 passages annuels en amont de l’écluse) voire très inférieure (moins de 1 000 passages annuels en aval de l’écluse) à la fréquentation sur le reste des secteurs lot-et-garonnais (2 5000 à 5 000 passages annuels). Malgré tout, on constate une hausse importante du trafic entre 2007 et 2008 à l’écluse du Mas-d’Agenais (29,83 %). Il s’agit d’une conséquence directe de l’ouverture du port de Montauban et en particulier du produit aller simple Montauban-Le Mas d’Agenais proposé par le loueur, et du report d’une partie de la flotte de location du Lot vers le Canal.

#### Voies ferrées
Le Mas-d'Agenais n'est pas desservi par le rail. Lors de sa création (du milieu du XIXe siècle au début du XXe siècle), le réseau ferré, dans l'ouest du Lot-et-Garonne, emprunta les vallées de la Garonne par la rive droite, de l'Avance et de l'Ourbise. On assista donc à un contournement de la commune du Mas-d'Agenais par ce nouveau réseau de transports.
La gare de desserte la plus utilisée est Marmande sur la ligne Bordeaux-Toulouse (la gare de Tonneins, plus proche, ne proposant pas la même fréquence d'arrêts).

### Risques majeurs
Le territoire de la commune du Mas-d'Agenais est vulnérable à différents aléas naturels : météorologiques (tempête, orage, neige, grand froid, canicule ou sécheresse), inondations et séisme (sismicité très faible). Il est également exposé à deux risques technologiques,  le transport de matières dangereuses et la rupture d'un barrage. Un site publié par le BRGM permet d'évaluer simplement et rapidement les risques d'un bien localisé soit par son adresse soit par le numéro de sa parcelle.

#### Risques naturels
Certaines parties du territoire communal sont susceptibles d’être affectées par le risque d’inondation par une crue à  débordement lent de cours d'eau, notamment la Garonne et le Canal latéral à la Garonne. La commune a été reconnue en état de catastrophe naturelle au titre des dommages causés par les inondations et coulées de boue survenues en 1982, 1983, 1999, 2009, 2019 et 2021,.

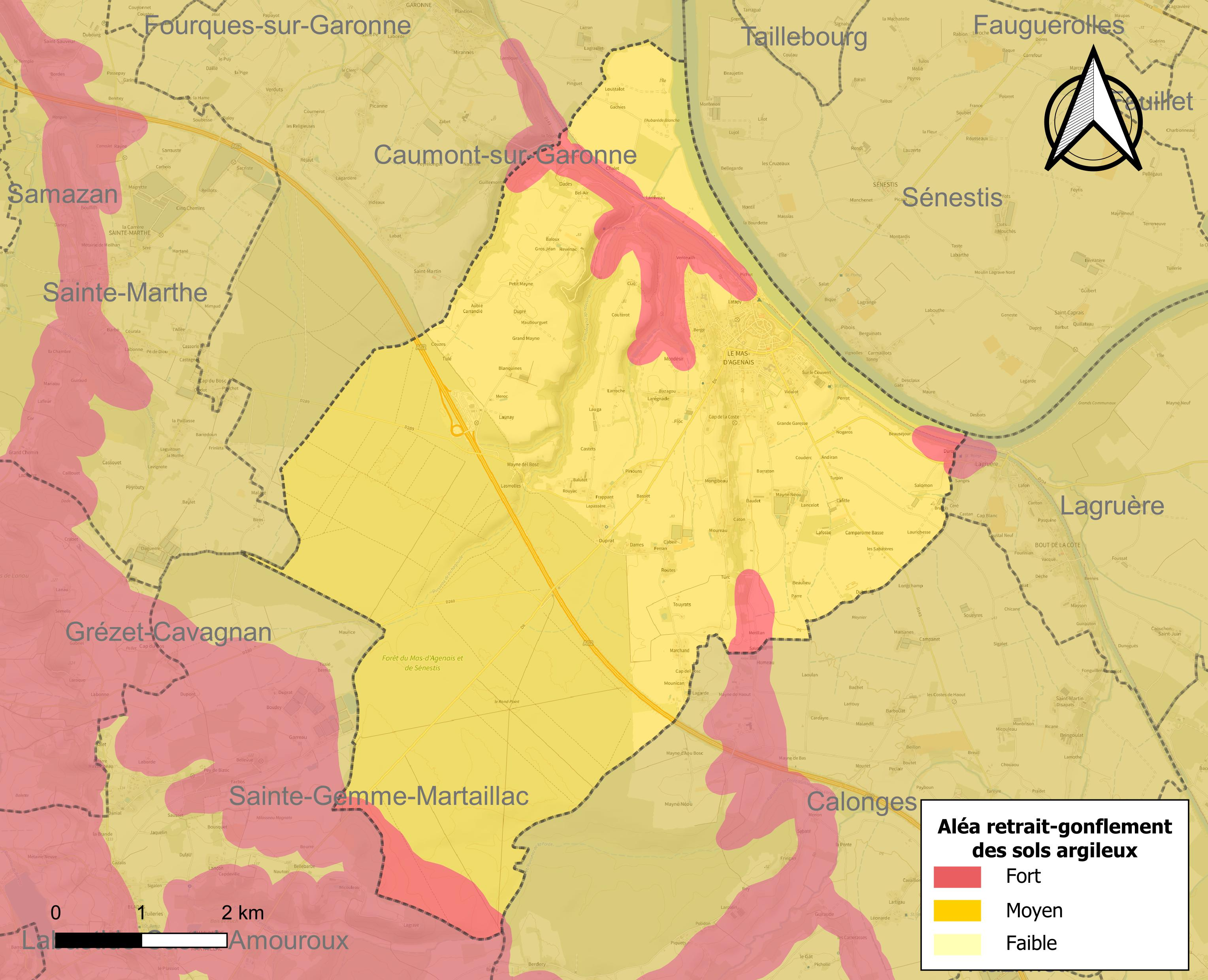
Carte des zones d'aléa retrait-gonflement des sols argileux du Mas-d'Agenais.

Le retrait-gonflement des sols argileux est susceptible d'engendrer des dommages importants aux bâtiments en cas d’alternance de périodes de sécheresse et de pluie. La totalité de la commune est en aléa moyen ou fort (91,8 % au niveau départemental et 48,5 % au niveau national). Depuis le 1er octobre 2020, en application de la loi ELAN, différentes contraintes s'imposent aux vendeurs, maîtres d'ouvrages ou constructeurs de biens situés dans une zone classée en aléa moyen ou fort,.
Concernant les mouvements de terrains, la commune a été reconnue en état de catastrophe naturelle au titre des dommages causés par des mouvements de terrain en 1999.
Les risques naturels sur la commune du Mas-d'Agenais sont de deux ordres : inondation et rupture de barrage. Ils se limitent à la terrasse inférieure de la Garonne c'est-à-dire l'extrême nord de la commune (plaine de Varennes). Par ailleurs, les aléas retrait-gonflement des argiles sont considérés comme faible sur tout le territoire communal.

#### Risque technologique
La commune est en outre située en aval des barrages de Grandval dans le Cantal et de Sarrans en Aveyron, des ouvrages de classe A. À ce titre elle est susceptible d’être touchée par l’onde de submersion consécutive à la rupture de cet ouvrage.

## Toponymie
Trois toponymes sont liés à l'histoire du Mas-d'Agenais : Ussubium, Pompeiacum et Le Mas. Chacun nomme l'agglomération dominant le territoire massais à des moments successifs de son histoire. Cependant, les deux premiers (Ussubium et Pompeiacum) ont donné lieu à de vigoureux débats historiographiques entre érudits lot-et-garonnais et girondins au XIXe siècle (voire jusqu'à la première moitié du XXe siècle) quant à leur localisation.
Ussubium correspond à une période allant du Ier siècle au IIIe siècle de notre ère et désigne l'agglomération et/ou le sanctuaire situé sur le plateau de Revenac, à l'ouest du bourg actuel. On trouve ce toponyme dans trois sources : il apparaît sous la forme Ussubio sur un balustre de marbre blanc (daté du Ier siècle ou du IIe siècle de notre ère) portant une dédicace à la Tutuelle Auguste d'Ussubium. On le retrouve également dans l'Itinéraire d'Antonin sous la forme Ussubium, mais également Usubium voire Vassubium et dans la table de Peutinger sous la forme Vesubio. Si l'on s'accorde à y voir un toponyme d'origine celtique, sa signification fait par contre débat. S. Gutenbrunner (à la suite de R. Much) le rattachait à la racine ves(u)- signifiant « valable, bon, digne de ». Cependant cette racine semble devoir être abandonnée. G. R. Isaac, quant à lui, propose de lire le toponyme selon un découpage us(s)u-bio basé sur une racine *ued-, *ud- signifiant « mouillé, eau ». Dès lors, le toponyme pourrait signifier « eau tranchante ».
Pompeiacum correspond à la période suivante et semble attesté à partir du VIe siècle. Ce toponyme s'explique, selon les connaissances toponymiques du XIXe siècle et de la première moitié du XXe siècle, par le suffixe -acum (désignant une grande propriété foncière de l'Antiquité gallo-romaine) complétant l'anthroponyme Pompeius désignant le propriétaire dudit domaine (peut-être un client ou un affranchi de la famille romaine de même nom). Cependant, depuis les années 1950 (à la suite des travaux de Michel Roblin), ce type d'explication semble moins assuré. En effet, on n'accorde plus qu'un sens très général au suffixe -accus ("le lieu de…") et, le plus souvent, on ne voit plus dans la première partie du toponyme qu'un nom commun (désignant le relief, la qualité du terrain, etc) et non un anthroponyme. Enfin, on remet en cause la valeur chronologique de la toponymie : beaucoup de ces toponymes de forme latine ont pu se constituer après la disparition de l'empire romain. Le toponyme Pompeiacum, qui fut par la suite remplacé par celui de "Le Mas", resta cependant conservé  dans une paroisse et un quartier de la commune sous la forme Pompéjac.
Enfin, Le Mas correspond à la troisième période et ne semble apparaître qu'après l'an mil. La forme romane du toponyme, "Mas", est attestée dès le premier tiers du XIIe siècle. Au début du XIXe siècle, en s'inspirant du Dictionnaire étymologique de Vossius, les érudits de l'époque proposent pour étymologie le terme "mansio" à prendre, en latin classique, au sens de "lieu de gîte pour les troupes en marche, ou bien lieu connu pour offrir aux voyageurs des facilités de logement et de nourriture". Cependant, les documents médiévaux utilisent invariablement le terme latin "mansus" et non "mansio".
Le Mas d'Agenais étant en Gascogne, la plupart des lieux-dits y sont explicables par le gascon, par exemple Cap de Bosc, Cap de Hé, Laubarède, Lauga, Latapy, Mayne Neou, Pichagouille, Traucade, Vidalot...

## Histoire

### Néolithique
Vers 5 600 avant notre ère, la néolithisation du sud de l'actuel territoire français a été faite par le courant de colonisation méditerranéen, dit courant cardial. Cependant, nous ignorons tout à la fois quand se fit la rencontre avec les populations mésolithiques de la moyenne vallée de la Garonne, combien de temps prit la néolithisation de cet espace (en effet, il est prouvé que des populations du mésolithique final ont pu perpétuer leur mode de vie traditionnel, alors que la majorité des régions proches étaient déjà néolithisées) et sous quelle forme elle se fit (colonisation, acculturation ou combinaison des deux phénomènes). Cette ignorance des détails de la néolithisation de la moyenne vallée de la Garonne se retrouve, a fortiori, lors de l'étude d'un territoire de taille restreinte comme celui du Mas-d'Agenais et l'archéologie ne nous donne, de plus, aucune information sur l'occupation du territoire communal durant cette période.

### Protohistoire
Nous ignorons quelle influence a pu avoir la sphère culturelle de la céramique campaniforme (présente sur les deux rives de l'estuaire de la Gironde et sur la rive droite de la Dordogne entre environ -2 700 et - 2 000) dans la moyenne vallée de la Garonne. Il semble avéré par contre que la culture d'Artenac (vers 2 300 -  1 800 avant notre ère), caractéristique du centre-ouest de la France, ait rayonné jusqu'à la moyenne vallée de la Garonne, avant que cet espace géographique ne fasse partie du complexe culturel atlantique qui s'individualisa entre 1 600 et 800 avant notre ère. Cependant, en ce qui concerne plus précisément le territoire actuel de la commune, aucune preuve archéologique n'atteste (ou n'infirme) une occupation durant ces périodes de l'âge du bronze.
À la fin de l'âge du fer, le territoire de l'actuelle commune se situait aux limites des territoires des Nitiobroges, des Vasates et des Sotiates. Ce territoire a longtemps été couramment attribué aux Nitiobroges plutôt qu'aux Vasates ; cependant, les frontières et le monnayage restent à déterminer avec exactitude. De plus, il convient de noter que les sources antiques donnent toujours la Garonne comme frontière entre Gaulois et Aquitains. Deux auteurs nous renseignent sur les peuples de la rive gauche de la Garonne : César (qui donne une liste de onze à douze peuples) et Pline l'Ancien (qui en dénombre vingt-huit et les regroupe sous le nom d'Aquitani). La liste de Pline suit un ordre géographique qui, selon l'interprétation de B. Fages, amènerait à placer la rive gauche de la Garonne, entre Avance et Baïse, sous la domination du peuple aquitain des Vassei. Il faut malgré tout garder à l'esprit que cette localisation reste conjecturale et que nous sommes dans l'impossibilité de savoir si cet espace sud-garonnais doit être considéré comme une civitas à part entière ou comme un simple pagus. Il nous est, a fortiori, également impossible de savoir si l'actuel territoire de la commune du Mas-d'Agenais avait une individualité quelconque à cette époque.
Nous demeurons également dans l'ignorance quant à l'organisation sociale et politique précise de ce territoire. Nos connaissances pour une approche de la société de la fin de l'âge du fer, dans la moyenne vallée de la Garonne, restent peu étoffées. Pour B. Fages, "les trop brèves mentions de César, concernant cet espace, laissent transparaître une société très hiérarchisée de type pyramidal avec un "roi" à sa tête s'appuyant sur des groupes armés sous sa totale dépendance. Cependant, le fondement de la société reste agricole même si paraissent émerger quelques groupes spécialisés d'artisans et de commerçants". Nous ne pouvons cependant pas juger dans quelle mesure cette description vaut pour le territoire précis que nous étudions. Enfin, d'un point de vue politique, si nous pouvons soupçonner l'existence d'une aristocratie dominant la société, il est impossible en l'état de nos connaissance de définir les relations diplomatiques qu'elle pouvait entretenir avec les peuples ou territoires voisins. Ainsi, lors de la guerre des Gaules, Publius Crassus (légat de légion de César) arriva en Aquitaine avec douze cohortes légionnaires et une cavalerie importante durant l'été -56. Son but était d'empêcher les Aquitains (et notamment les Sotiates) d'envoyer des secours aux Gaulois. Avant d'attaquer les Sotiates, il renforça son armée d'auxiliaires recrutés localement, probablement des Nitiobroges et leurs clients aquitains de la rive gauche de la Garonne. Il nous est cependant impossible de savoir si l'aristocratie du territoire qui nous intéresse faisait alors partie de la clientèle nitiobroges ou était alliée aux Sotiates.
Si l'attribution du territoire et l'approche de la société restent problématiques, l'étude de l'habitat l'est à peine moins. Le site à fosses du plateau de Revenac (à environ deux kilomètres à l'ouest du site actuel du village du Mas, délimité à l'ouest par le ruisseau du Mayne, au nord par un talus dominant la vallée de la Garonne et à l'est par le ruisseau de Pichagouille) laisse supposer l'existence d'un sanctuaire ou/et d'une "agglomération". Les fouilles de sauvetage de B. Abaz, en 1986, montrent que l'occupation a probablement débuté au IIe siècle avant notre ère. Pour l'heure, aucune structure d'habitat protohistorique n'a été découverte dans la zone des fosses, mais l'émission préaugustéenne des monnaies à légende Cubio et ΕΦΕ rattachée à cette région, laisse cependant penser à l'existence d'une "agglomération". Cependant, le manque de preuves d'une architecture de défense (fossés par exemple) empêche encore les archéologues de parler d'oppidum.
Pour B. Abaz et J.-P. Noldin, il s'agit "incontestablement d'un haut-lieu préaugustéen ayant joué un rôle important durant la romanisation de la moyenne Garonne et de l'Aquitaine". Ils notent que "l'étendue du site, l'abondance des vestiges et l'importante circulation monétaire en faisait, notamment vers le milieu du Ier siècle avant notre ère, un centre commercial tourné, d'une part vers le monde méditerranéen (et donc la Provincia romaine), via la Garonne, et d'autre part vers le nord de l'Espagne par voies terrestres". La diversité monétaire de Revenac montre également l'ouverture de cette place vers la Gaule celtique.

### Antiquité
Ussubium

Vénus du Mas

Une fois la conquête des Gaules achevée en 51 avant notre ère, Rome mit en place ses cadres administratifs. Vers 16-13 avant notre ère, Auguste établit un nouveau découpage provincial qui eut des conséquences importantes au sud de la Garonne. On perd alors définitivement toute trace des Vassei et des Sotiates. La rive gauche de la Garonne est alors intégrée à la cité des Nitiobroges. Cependant le débat historiographique n'est pas clos quant à la date d'intégration de la partie située entre Baïse et Avance, c'est-à-dire le territoire qui intéresse notre étude : la synthèse des différentes hypothèses historiques donne une fourchette (beaucoup trop large pour être utilisable) allant de l'époque d'Auguste au début du XIIe siècle.
La découverte d'un balustre de marbre blanc (conservé dans l'église du Mas), portant une dédicace latine à la Tutelle Auguste d'Ussubium, datée du Ier ou du IIe siècle de notre ère, a permis d'envisager de faire correspondre le site de Revenac avec la station Ussubium de la table de Peutinger et de l'Itinéraire d'Antonin, sur la voie Bordeaux-Agen. Si la nature du site de Revenac reste encore problématique, l'existence d'un culte officiel à la tutelle Auguste permet de croire à celle d'une agglomération. Située le long de la Garonne, tout en étant station routière d'un grand itinéraire, elle peut être considérée comme faisant partie du réseau d'agglomérations secondaires de la cité des Nitiobroges (tout comme Aiguillon, Sainte-Bazeille et Excisum-Eysses). En l'état actuel de nos connaissances, Ussubium doit être considéré comme un bourg vivant d'activités commerciales et artisanales. Sa superficie est estimée à 25 hectares mais on ne connaît jusqu'ici aucun plan de bâtiment ou d'habitation.
Le site connut une forte fréquentation aux Ier et IIe siècles. L'abondant matériel qu'on y a récolté (en particulier la sigillée et les amphores), tout comme la Vénus (dite « Vénus du Mas » ou « Vénus d'Agen ») et la dédicace de marbre à la Tutèle des Ussubiens, montrent la prospérité du bourg. Si pour les autres sites urbains du Lot-et-Garonne (Aginnum, Excisum, Aiguillon) le IIe siècle fut une période de déclin, la situation d'Ussubium (bien que mal connue) paraît meilleure : des fosses étaient encore creusées et comblées. L'absence de déclin du site pourrait s'expliquer par sa double nature : à la fois sanctuaire et proche du monde rural, c'est-à-dire moins sensible aux aléas de la classe dirigeante. Dès le dernier tiers du IIIe siècle, les sites urbains du Lot-et-Garonne s'enfoncèrent dans une crise. La fréquentation d'Ussubium déclina, pour paraître résiduelle après 260-280, avant un abandon complet au milieu du IVe siècle. L'idée que les villes aient eu à souffrir de possibles invasions barbares est, aujourd'hui, délaissée et B. Fages formule une double interprétation à l'abandon du site de Revenac : une possible non-satisfaction« des attentes religieuses nouvelles et pressantes d'une population inquiète et appauvrie »  en liaison avec le déclin présumé (à partir de l'essor de la voie Bordeaux-Bazas-Eauze-Auch au IVe siècle) de la voie commerciale garonnaise Bordeaux-Agen.

### Antiquité tardive et Haut Moyen Âge
Au XIXe siècle, au hasard de travaux, « des aires bétonnées, des pièces de monnaie, des débris de poteries, des maçonneries » furent mis au jour dans le bourg du Mas-d'Agenais. Cependant, faute d'intérêt des autorités, « ce qui a été signalé ainsi par aventure au Mas-d'Agenais a (…) été irrémédiablement perdu ». Pour cette période, les fouilles archéologiques sont donc très insuffisantes. L'histoire de la commune transparaît par contre, de manière marginale, dans quatre sources littéraires d'époques et de natures fort différentes. Ce sont, dans l'ordre chronologique d'écriture : pour le VIe siècle, deux poèmes de Venance Fortunat et le livre septième des Historiae regnum francorum de Grégoire de Tours ; pour le VIIe siècle, la Charte ou Testament de Nizezius ; et enfin pour le VIIIe siècle, la Passion de saint Vincent d'Agen. Faisant la synthèse des travaux érudits du XIXe siècle sur ces textes, L. Dubos semble être le premier a tenter une histoire du Mas-d'Agenais durant l'Antiquité tardive et le Haut Moyen Âge.

#### Pompeiacum ou l'apparition du site actuel.
Le site actuel du bourg du Mas-d'Agenais fut occupé, certainement à partir du IVe siècle, sous le nom de Pompeiacum ou Pompéjac. B. Fages estime que l'attribution à l'Antiquité est difficile et que des structures moins anciennes, en relation avec le probable sanctuaire chrétien implanté au haut Moyen Âge sont envisageables.

### Première Guerre mondiale (1914-1918)

#### Les mobilisés

##### Les morts
Cinquante-deux noms sont inscrits sur le monument aux morts communal pour la période allant de la déclaration de guerre et l'armistice de 1918. Le bilan officiel pour cette période fut en réalité de quarante-huit morts et disparus parmi les Massais mobilisés lors du conflit. Cela ne présume en rien du nombre total des morts dû à la Première Guerre mondiale puisque nous ignorons le nombre de décès survenu après cette période parmi les blessés démobilisés. Si l'on rapporte le nombre des pertes au recensement de 1911, on constate une perte de 3,07 % de la population totale de la commune. Ces pertes sont légèrement inférieures aux pertes départementales (3,14 %) mais significativement inférieures aux pertes de l'arrondissement de Marmande (3,41 %) ou au perte nationale (3,94 %). Si ces chiffres sont pratiques pour faire une comparaison rapide, ils ont le défaut de comparer des structures démographiques différentes et il eut été plus intéressant d'avoir le rapport des pertes aux mobilisés.

#### La vie à l'arrière
La commune du Mas-d'Agenais, étant très éloignée du Front, ne fit pas partie des communes françaises ayant connu des destructions plus ou moins massives. Cependant la Première Guerre mondiale, par la mobilisation générale des hommes et donc leur absence, perturba profondément la vie de la commune. Si l'on met de côté les souffrances individuelles dues à la séparation des couples, à l'absence de nouvelles régulières, à l'angoisse de la mort et au deuil, qui furent des éléments prégnants de la vie durant ces années de conflit mais qui restent mal documentés dans le cadre de la commune elle-même, on peut aborder quatre problèmes importants de cette période à travers les délibérations du conseil municipal.
On trouve d'abord deux problèmes qui ne furent que l'aspect local de phénomènes nationaux voire européens. Le plus immédiat fut celui du manque de main-d'œuvre engendré par le départ des hommes. Comme dans le reste de la France, femmes, enfants et vieillards durent remplacer les hommes dans les activités productives. Cependant, cela se fit non sans mal et ne put résoudre entièrement le problème de main-d'œuvre. Ainsi, en septembre 1915, pour exploiter la forêt communale, le conseil municipal dut demander un sursis d'appel de deux mois pour les ouvriers forestiers. Toujours en relation avec l'exploitation de la forêt communale mais également pour l'entretien des chemins vicinaux, en août 1917, il déposa une demande pour l'emploi de prisonniers de guerre du dépôt de Marmande. D'autre part, l'illusion d'une guerre courte s'étant estompée dès la fin de 1914, l'État dû envisager de mettre en place une économie de guerre. Apparut donc le problème des réquisitions pour l'effort de guerre. Le Mas-d'Agenais étant une commune rurale, ces réquisitions se firent souvent sous la forme de contingents de foin. Dans le cadre de cette économie de guerre intégrée, on assista donc à d'intenses négociation entre le maire du Mas et le sous-intendant militaire d'Agen : ainsi, en août 1916, ce dernier refusa finalement toute réduction sur un contingent de foin de 400 quintaux métriques ; en juin 1918, ce fut le conseil municipal qui se déclara dans l'impossibilité de livrer quoi que ce soit des 300 quintaux métriques exigés. Enfin, en septembre 1918 (comme dans toutes les communes traversées par le canal de Garonne), tous les chevaux de halage durent être présentés par leurs propriétaires devant les commissions militaires de réquisition.
On trouve ensuite deux problèmes, qui sans être exceptionnel en France, furent plus spécifiquement locaux. On assista à un effondrement de l'activité commerciale locale. Elle transparaît à travers la baisse du bail à ferme des droits de location des rues, places et halles de la ville du Mas et des Poids Publics. Ce bail fut ramené progressivement de 1 720 francs (année de référence 1913), à 200 francs pour l'année 1915. Compte tenu de l'inflation importante engendrée par la guerre, il s'agit d'une baisse dépassant les 90 %. De plus, la récolte de blé déficitaire de 1915 entraîna un début de problèmes alimentaires dès février 1916.
Cependant, comme dans le reste du pays, le conflit put être également un moment d'expansion pour certaines entreprises en contrat avec l'armée. Ainsi, entre fin 1915 et fin 1916, la scierie mécanique Duthil occupa près de cent personnes à la fabrication de cent baraquements en bois préfabriquées et démontables dits "baraquements Adrian".

## Politique et administration

### Découpage administratif
Commune de la région Nouvelle-Aquitaine, située dans le département de Lot-et-Garonne (arrondissement de Marmande) Le Mas d'Agenais est le chef-lieu d'un canton regroupant neuf communes (Calonges ; Caumont-sur-Garonne ; Fourques-sur-Garonne ; Lagruère ; Le Mas d'Agenais ; Sainte-Marthe ; Samazan ; Sénestis ; Villeton). Jean-Luc Barbe en a été élu conseiller général en 2008.
Pour ce qui concerne l’ordre judiciaire, les habitants du Mas-d’Agenais dépendent du Tribunal d'instance de Marmande (le Tribunal de grande instance de Marmande ayant disparu lors de la réforme de la carte judiciaire de 2008), de la Cour d'appel d'Agen, du Tribunal pour enfants d'Agen, du Conseil de prud'hommes de Marmande et du Tribunal de commerce d'Agen. Pour ce qui est de l'ordre administratif, ils ressortent du Tribunal administratif et de la Cour administrative d'appel de Bordeaux.
Le Mas-d’Agenais fait partie de la nouvelle paroisse de Saint-Vincent de Garonne dans le doyenné de Marmande. Ce dernier constitue le nord-ouest du diocèse d’Agen (correspondant au département de Lot-et-Garonne), dans la province ecclésiastique de Bordeaux.

### Intercommunalité
Le Mas d'Agenais fait partie (depuis sa création en 1996) de la Communauté de communes du Val de Garonne, l'un des sept établissements publics de coopération intercommunale (EPCI) de l'arrondissement marmandais. Depuis 2005, la commune fait également partie du Pays Val de Garonne-Gascogne. Parallèlement, la commune adhère à sept SIVU et un SIVOM.

### Liste des maires
| Période                                  | Période  | Identité       | Étiquette | Qualité                 |
| ---------------------------------------- | -------- | -------------- | --------- | ----------------------- |
| Les données manquantes sont à compléter. |          |                |           |                         |
| 2008                                     | 2014     | Sylvie Barbe   | DVG       | Psychologue clinicienne |
| 2014                                     | mai 2020 | Francis Duthil | PRG       |                         |
| mai 2020                                 | En cours | Claude Lagarde |           |                         |

### Histoire administrative du Mas-d'Agenais

#### Évolution du découpage administratif
Au XVIIIe siècle, le Mas-d'Agenais est un bourg de la province de Gascogne. Il constitue une juridiction faisant partie du diocèse et de l'élection de Condom, dépendant de l'intendance (en 1764, la juridiction du Mas-d'Agenais passe de la subdélégation de Marmande à celle de Casteljaloux) et du parlement de Bordeaux.
Comme dans le reste du Lot-et-Garonne, ce fut la juridiction et non la paroisse qui servit de base à la création de la commune lors de la Révolution. À la suite de la loi du 14 décembre 1789, la commune du Mas-d'Agenais fut créée par le démembrement (en deux temps) de la juridiction du Mas-d'Agenais qui était composée de cinq paroisses. En 1790, la juridiction du Mas-d'Agenais devint la commune du Mas-d'Agenais mais son territoire n'intégrait plus la paroisse de Saint-Martin de Lesques attribuée à la commune de Caumont-sur-Garonne, ni celle de Saint-Caprais d'Aire (au nord de la Garonne) attribuée à la commune de Lagruère. En 1800, le territoire communal du Mas-d'Agenais perdit la paroisse située au nord de la Garonne (Sénestis) qui forma la nouvelle commune de Sénestis.

#### Le pouvoir temporel des prieurs
Au Moyen Âge, dès avant 1224 et jusqu'en 1400, le prieur (chef du chapitre collégial de l'église du Mas) était seigneur temporel de la ville du Mas et de sa juridiction.
À partir du XVe siècle, se mit en place un paréage qui dura tout l'Ancien Régime. Par une transaction du 20 mai 1400, le prieur du Mas (Arnaud du Peyrat) abandonna à Arnaud-Amanieu d'Albret la moitié de la ville et juridiction du Mas-d'Agenais moyennant certaines charges et conditions. En 1589, Henri III de Navarre, duc d'Albret, devint roi de France sous le nom d'Henri IV. Les rois de France restèrent co-seigneur du Mas jusqu'en 1651. Le 20 mars de cette année, Louis XIV céda le duché d'Albret (et donc la co-seigneurie du Mas) au duc de Bouillon en échange des principautés de Sedan et Raucourt. À la fin du XVIIIe siècle le paréage se faisait avec le duc d'Aiguillon en tant que co-seigneur engagiste.

#### L'organisation communale avant la Révolution française
L'organisation municipale remonte au moins au début du XIIIe siècle puisqu'en 1224, Le Mas-d'Agenais faisait partie de la ligue conclue entre les villes d'Agen, Condom et Mézin. En 1253, les prudhommes du Mas avec ceux des villes de Condom, Penne-d'Agenais, Port-Sainte-Marie, Puymirol, Marmande, Mézin décidaient avec les consuls d'Agen et le sénéchal d'Agenais pour Alphonse de Poitiers des usages à observer dans la construction des nouvelles bastides, conformément aux coutumes du diocèse d'Agen. Un acte de 1266 (concernant la forêt du Mas) prouve l'existence de consuls au Mas d'Agenais dès avant cette date.
S'il semble habituel, dans l’historiographie classique, d’avancer que les coutumes furent octroyées par le roi ou par les seigneurs, J.-F. Samazeuilh relevait au milieu du XIXe siècle que ce n’était pas la règle en Gascogne. Ainsi, au Mas-d’Agenais, le livre des coutumes ne mentionne aucune intervention du seigneur pour leur rédaction. Les consuls, jurats et habitants, qui constatent leurs immunités et dressent leur constitution seuls, en donnent eux-mêmes l’explication suivante : « Cum sia usada e acostumada causa al Mas, que los Cosselhs ab los LX jurats e ab la universitat de la dita villa, poden far establimentz al goubernament de la universitat del dit loc et dels habitans. ». Les soixante jurats étaient nommés par les nouveaux consuls et ceux-ci par leur prédécesseurs sortant de charge.

### Jumelages
Le Mas-d'Agenais est jumelé avec la commune alsacienne de Biesheim depuis le 8 août 1969.

## Population et société

### Démographie
L'évolution du nombre d'habitants est connue à travers les recensements de la population effectués dans la commune depuis 1793. Pour les communes de moins de 10 000 habitants, une enquête de recensement portant sur toute la population est réalisée tous les cinq ans, les populations de référence des années intermédiaires étant quant à elles estimées par interpolation ou extrapolation. Pour la commune, le premier recensement exhaustif entrant dans le cadre du nouveau dispositif a été réalisé en 2004.

En 2022, la commune comptait 1 486 habitants, en évolution de −0,6 % par rapport à 2016 (Lot-et-Garonne : −0,18 %, France hors Mayotte : +2,11 %).
| 1793  | 1800  | 1806  | 1821  | 1831  | 1836  | 1841  | 1846  | 1851  |
| ----- | ----- | ----- | ----- | ----- | ----- | ----- | ----- | ----- |
| 2 493 | 1 790 | 1 859 | 1 954 | 2 264 | 2 230 | 2 414 | 2 283 | 2 113 |

| 1856  | 1861  | 1866  | 1872  | 1876  | 1881  | 1886  | 1891  | 1896  |
| ----- | ----- | ----- | ----- | ----- | ----- | ----- | ----- | ----- |
| 2 161 | 2 153 | 2 063 | 2 056 | 1 963 | 2 008 | 1 985 | 1 958 | 1 862 |

| 1901  | 1906  | 1911  | 1921  | 1926  | 1931  | 1936  | 1946  | 1954  |
| ----- | ----- | ----- | ----- | ----- | ----- | ----- | ----- | ----- |
| 1 760 | 1 692 | 1 560 | 1 326 | 1 302 | 1 249 | 1 277 | 1 253 | 1 252 |

| 1962  | 1968  | 1975  | 1982  | 1990  | 1999  | 2004  | 2006  | 2009  |
| ----- | ----- | ----- | ----- | ----- | ----- | ----- | ----- | ----- |
| 1 371 | 1 384 | 1 241 | 1 206 | 1 220 | 1 330 | 1 388 | 1 412 | 1 431 |

| 2014  | 2019  | 2022  | - | - | - | - | - | - |
| ----- | ----- | ----- | - | - | - | - | - | - |
| 1 481 | 1 483 | 1 486 | - | - | - | - | - | - |

La perte énorme de population (près de 30 %) entre 1793 et 1800 s'explique non pas par les violences politiques de la Terreur mais par le simple fait que la commune du Mas-d'Agenais a perdu en 1800 la partie de son territoire se situant au nord de la Garonne : celle-ci forme désormais la commune de Sénestis.
À territoire constant, la commune a connu son maximum démographique en 1841 (2414 habitants), avant d'entamer un lent déclin : le minimum démographique fut atteint en 1982 (1206 habitants). Durant cette période d'un siècle et demi, la commune perd donc 50 % de sa population.
À partir du milieu des années 1980, on assiste à un redémarrage démographique de la commune qui gagne 17 % de population en un quart de siècle. Malgré ce renouveau démographique, la commune reste toujours moins peuplée qu'avant la Première Guerre mondiale.

#### Évolution de la population
| 1726 | 1750     | 1760     | 1783     | 1793  |
| ---- | -------- | -------- | -------- | ----- |
| 960  | 700 feux | 455 feux | 600 feux | 2 493 |

Pour l'étude démographique du Mas-d'Agenais, les données chiffrées antérieures à 1800 doivent être considérées avec précaution. Il convient d'abord de savoir que ces données peuvent concerner un territoire plus ou moins étendu que l'actuel. Ainsi, les données de 1726 correspondent au bourg et il manque donc toute la population des plaines de Camparome haute et basse. A contrario, les données de 1760 correspondent au territoire de la juridiction du Mas-d'Agenais c'est-à-dire un territoire comprenant cinq paroisses dont deux seulement (plaines de Camparome haute et basse, le bourg) forment la commune actuelle du Mas-d'Agenais. À territoire constant, on ne dénombrerait donc plus que de 285 feux pour 1760 et les données de 1783 devraient sûrement être revues selon le même principe. Les données de 1793, quant à elles, correspondent bien à la population communale du Mas-d'Agenais mais, avant 1800, le territoire communal du Mas-d'Agenais incluait le territoire de la commune actuelle de Sénestis
De plus, Deffontaines rappelle la double difficulté de mesurer numériquement l'état démographique sous l'Ancien Régime, dans le cadre géographique de la Moyenne Garonne. La première difficulté provient du fait que les deux recensements de la fin du XVIIIe siècle furent obtenus par extrapolation, ce qui les rend inutilisables à ses yeux. La seconde difficulté vient de l'impossibilité de se servir du dénombrement des feux établi pour la perception des tailles. Les feux n'avaient, en effet, que rarement une valeur démographique et n'étaient souvent qu'une unité fictive représentant d'anciens coefficients fiscaux.

### Densité moyenne et répartition de la population
Avec une densité moyenne de 70,2 hab./km2 en 2022, la commune du Mas-d'Agenais se situe au-dessus de la densité moyenne lot-et-garonnaise (qui était estimée à 62 hab./km2 en 2022). Elle demeure cependant très inférieure à la densité moyenne nationale (107,1 hab./km2 en 2022).
Cette densité moyenne masque une répartition très inégale de la population sur le territoire communal. La moyenne terrasse de la Garonne concentre l'essentiel de la population massaise, que cela soit dans le bourg lui-même ou de manière dispersée sous forme de fermes. La basse terrasse et la terrasse supérieure de la Garonne sont très peu peuplées.

#### Pyramide des âges
La population de la commune est relativement âgée.
En 2018, le taux de personnes d'un âge inférieur à 30 ans s'élève à 30,1 %, soit en dessous de la moyenne départementale (30,2 %). À l'inverse, le taux de personnes d'âge supérieur à 60 ans est de 33,4 % la même année, alors qu'il est de 33,1 % au niveau départemental.
En 2018, la commune comptait 715 hommes pour 772 femmes, soit un taux de 51,92 % de femmes, légèrement inférieur au taux départemental (51,96 %).
Les pyramides des âges de la commune et du département s'établissent comme suit.
| Hommes | Classe d’âge | Femmes |
| ------ | ------------ | ------ |
| 1,8    | 90 ou +      | 4,1    |
| 9,1    | 75-89 ans    | 12,2   |
| 18,5   | 60-74 ans    | 20,8   |
| 20,9   | 45-59 ans    | 20,1   |
| 16,6   | 30-44 ans    | 15,5   |
| 16,1   | 15-29 ans    | 11,8   |
| 17,0   | 0-14 ans     | 15,5   |

| Hommes | Classe d’âge | Femmes |
| ------ | ------------ | ------ |
| 1,2    | 90 ou +      | 2,7    |
| 10,3   | 75-89 ans    | 12,5   |
| 20,5   | 60-74 ans    | 21,2   |
| 20,2   | 45-59 ans    | 19,9   |
| 16,3   | 30-44 ans    | 15,8   |
| 14,8   | 15-29 ans    | 13,3   |
| 16,7   | 0-14 ans     | 14,7   |

## Enseignement
Située dans l'Académie de Bordeaux, la commune du Mas-d'Agenais dépend du rectorat du Bordeaux et de l'Inspection académique de Lot-et-Garonne. Il est possible d'y suivre sa scolarité de la petite section de maternelle jusqu'à la troisième. Il existe en effet trois établissements publics d'enseignement dans le bourg : l'école maternelle Pauline-Kergomard, une école élémentaire et le collège d'enseignement secondaire Daniel-Castaing. Ce dernier accueille 308 élèves (rentrée 2008) provenant des communes suivantes : Calonges, Caumont-sur-Garonne, Fauguerolles, Fourques-sur-Garonne, Le Mas-d'Agenais, Sainte-Marthe, Samazan, Sénestis, Taillebourg (le secteur de recrutement ne correspond donc pas exactement au canton du Mas-d'Agenais). Le lycée de secteur pour les élèves du Mas-d'agenais est le lycée Val-de-Garonne à Marmande.

## Économie
Le Mas-d'Agenais fait partie de la zone d'emploi de Marmande-Casteljaloux définie par l'Insee et les services statistiques de ministère du Travail. On y dénombre 24 exploitations agricoles (dont 19 exploitations professionnelles) et 62 entreprises se répartissant de la manière suivante : 6 entreprises industrielles, 15 entreprises de construction, 16 entreprises commerciales et 25 entreprises de services.

## Culture locale et patrimoine

### Lieux et monuments
L'église Saint-Vincent, d'architecture romane, a été construite entre la fin du onzième et le début du douzième siècle. Elle est décorée de chapiteaux historiés romans (scènes vétéro-testamentaires dans l'absidiole et le bas-côté sud ; scènes néo-testamentaires dans le bas-côté nord et sur l'arc triomphal ; scènes non-bibliques dans la nef) et de vitraux du XIXe siècle (légende de saint Vincent du Mas). On peut également y voir un Christ en croix peint par Rembrandt. L'édifice a été classé au titre des monuments historiques en 1840.

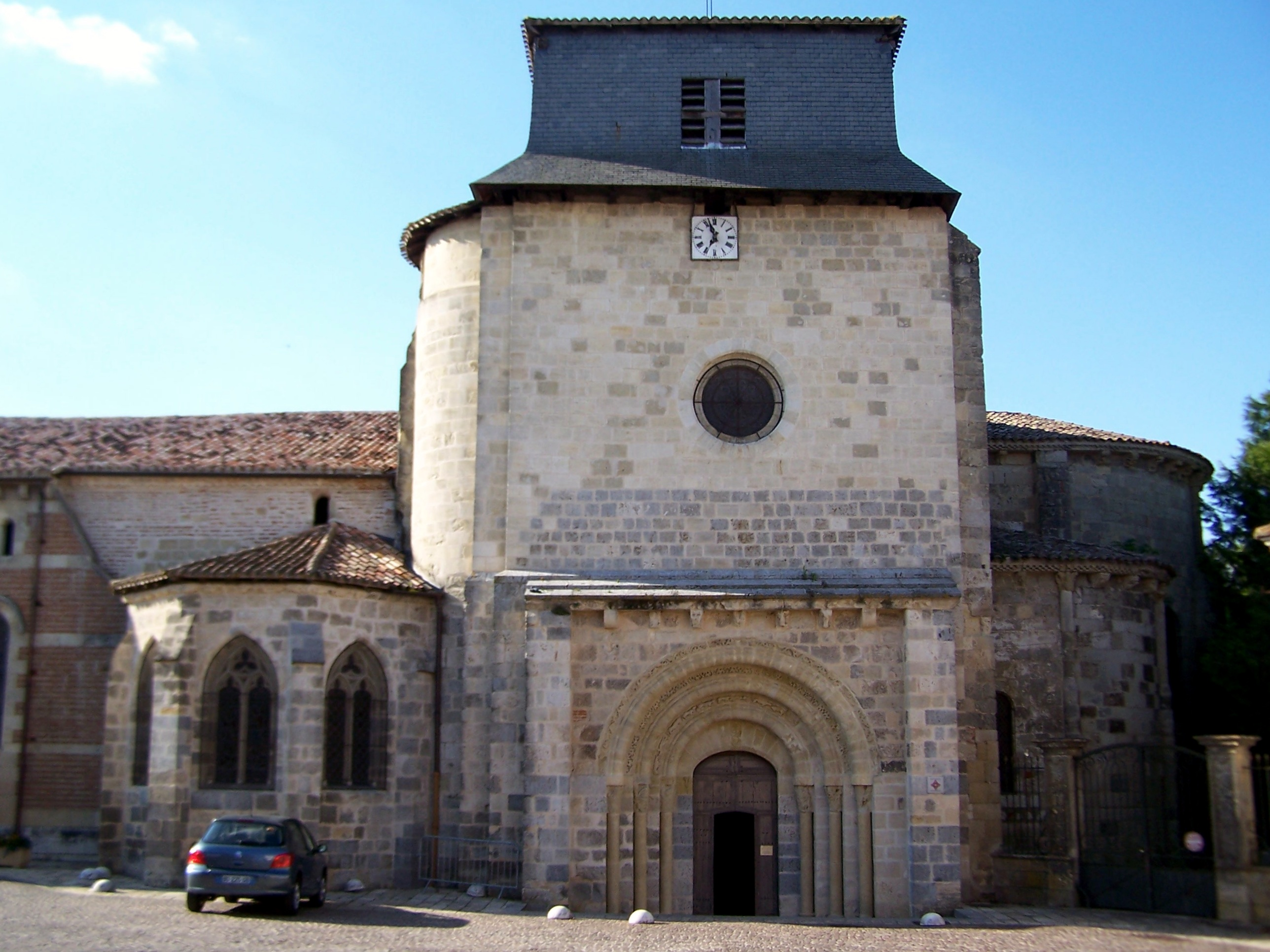
L'église Saint-Vincent, entrée sud.
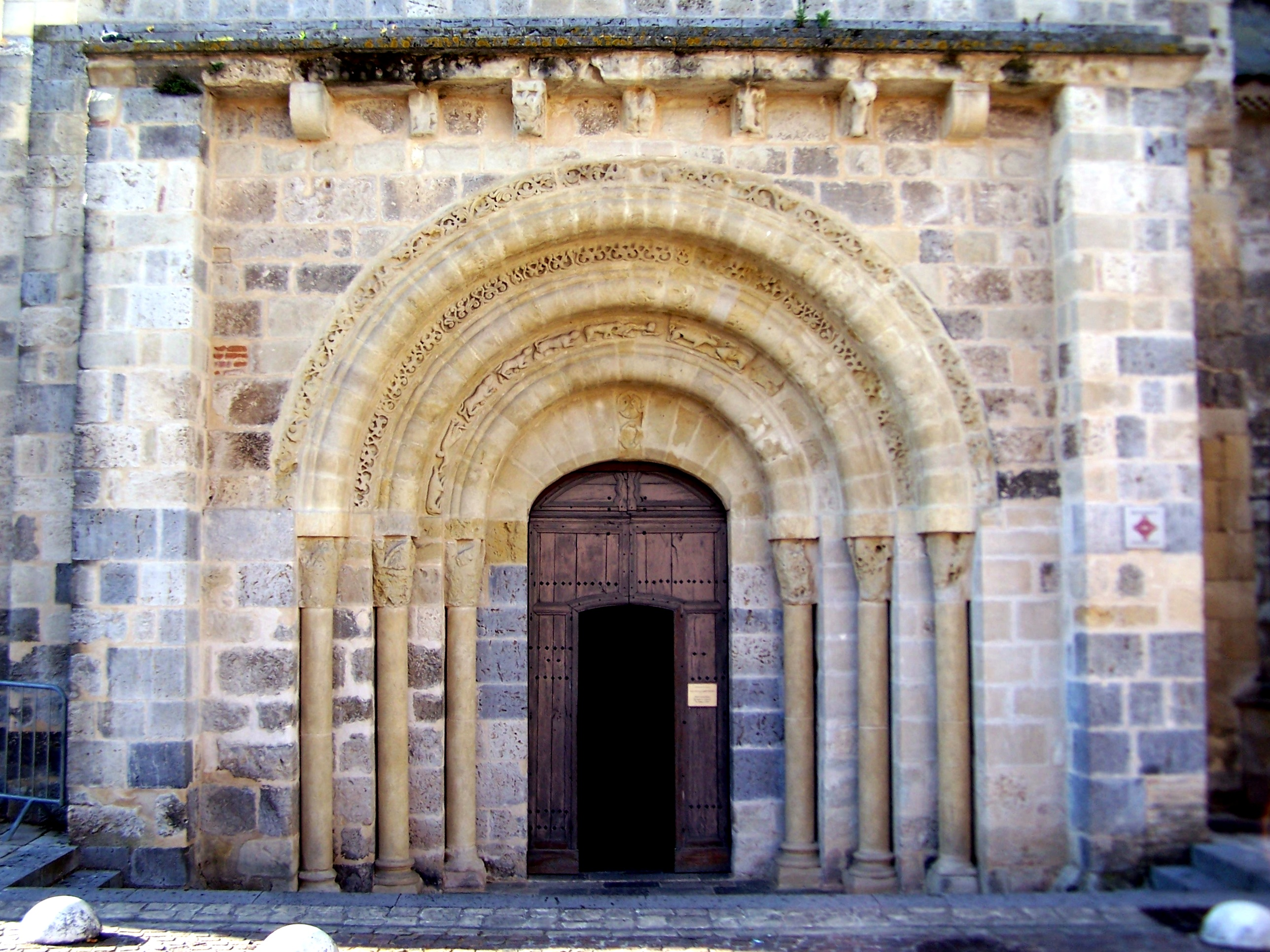
Le porche latéral de l'église.
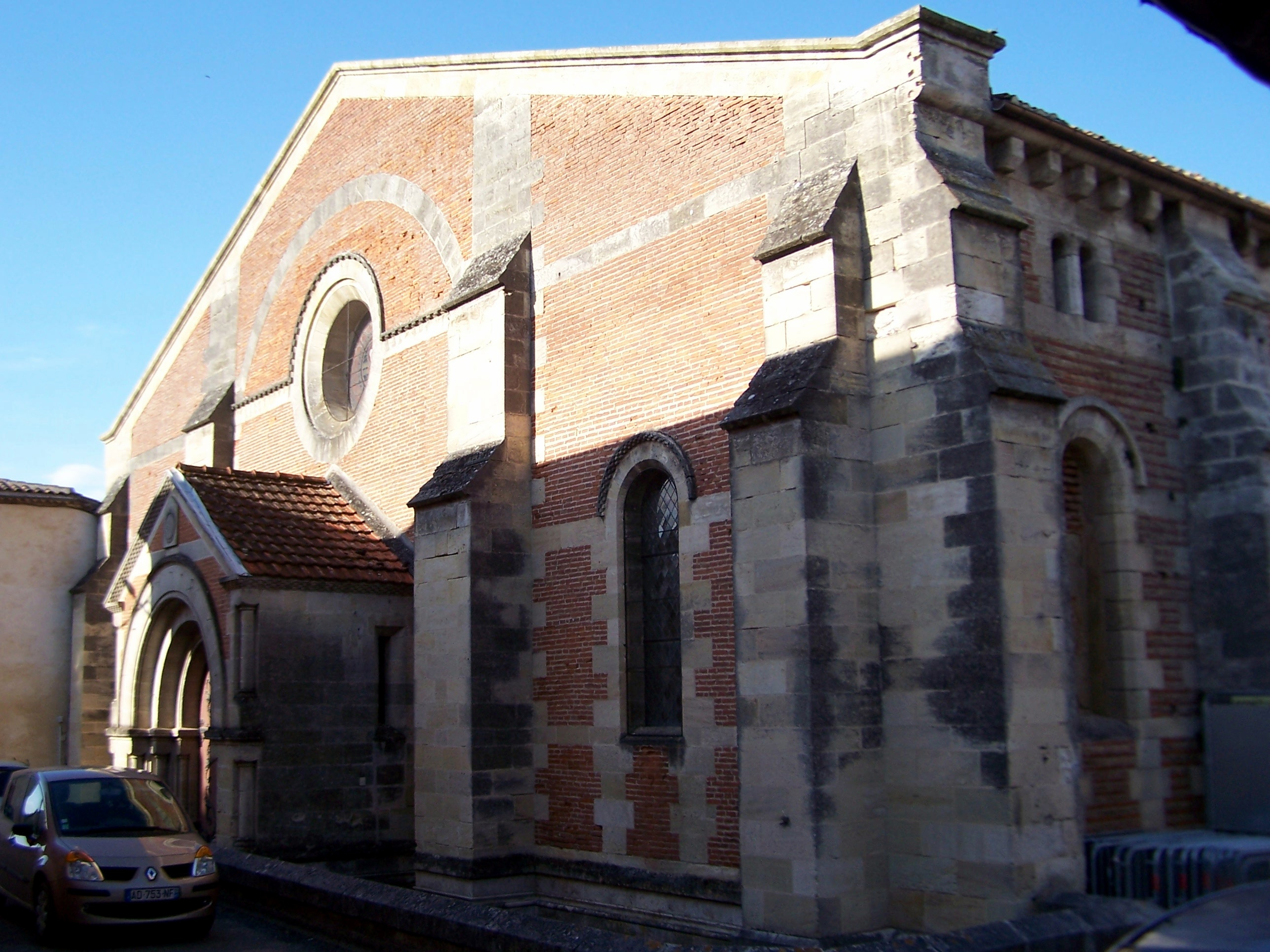
La façade ouest.
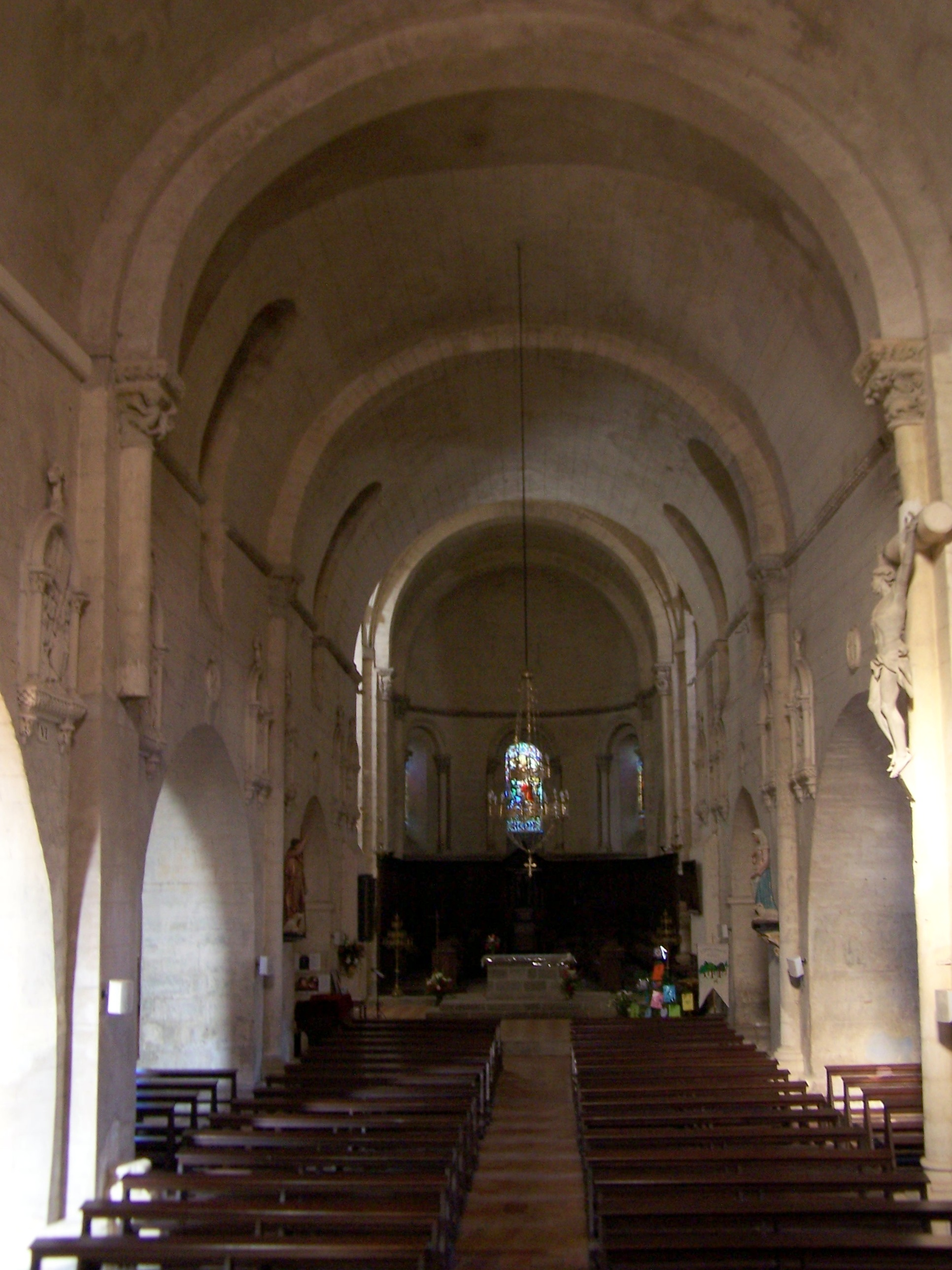
La nef.
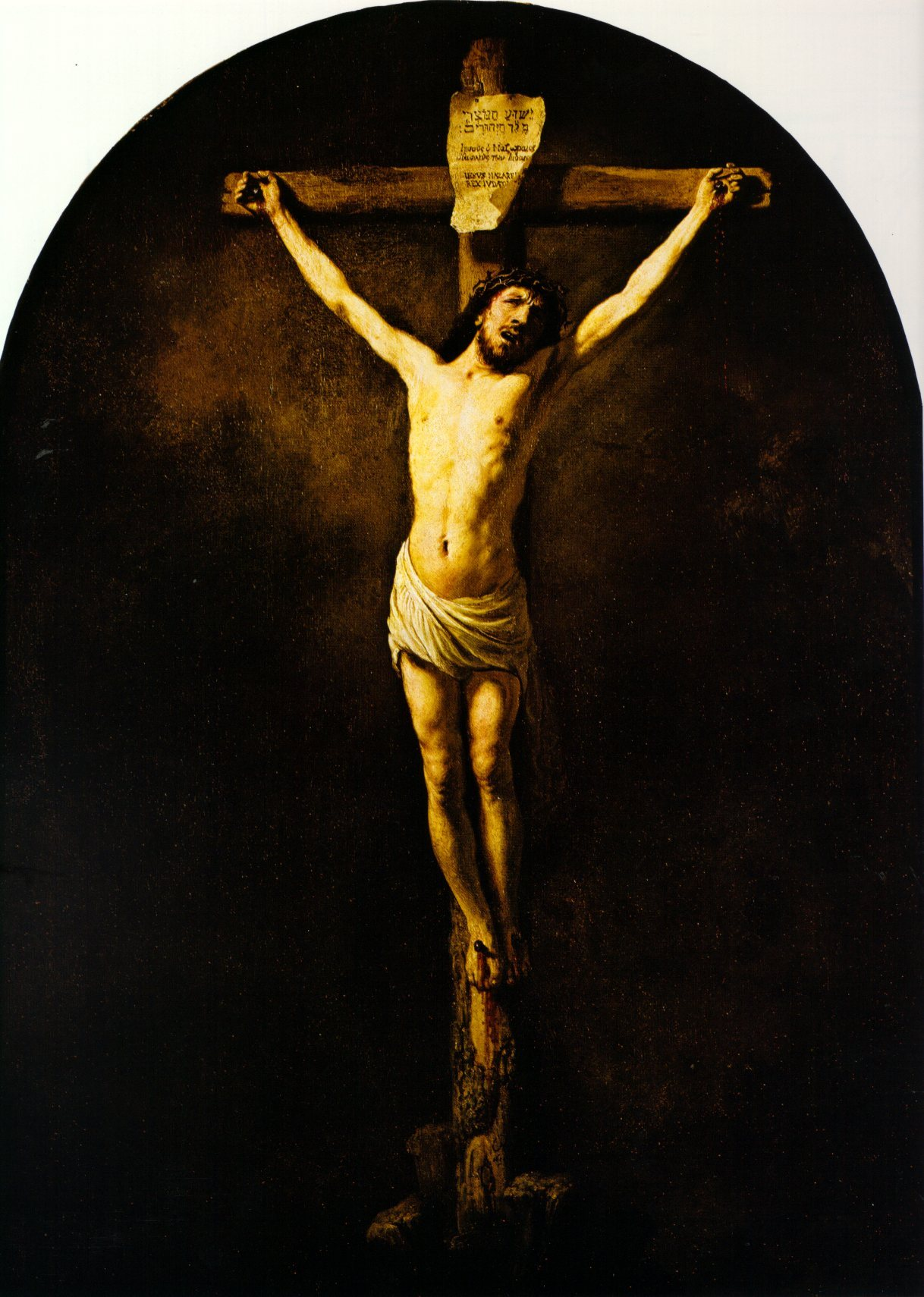
Le Christ en croix de Rembrandt.

Halle au blé du XVIIe siècle construite avec les poutres récupérées sur le château rasé en 1616. L'édifice a été inscrit au titre des monuments historiques en 2022.

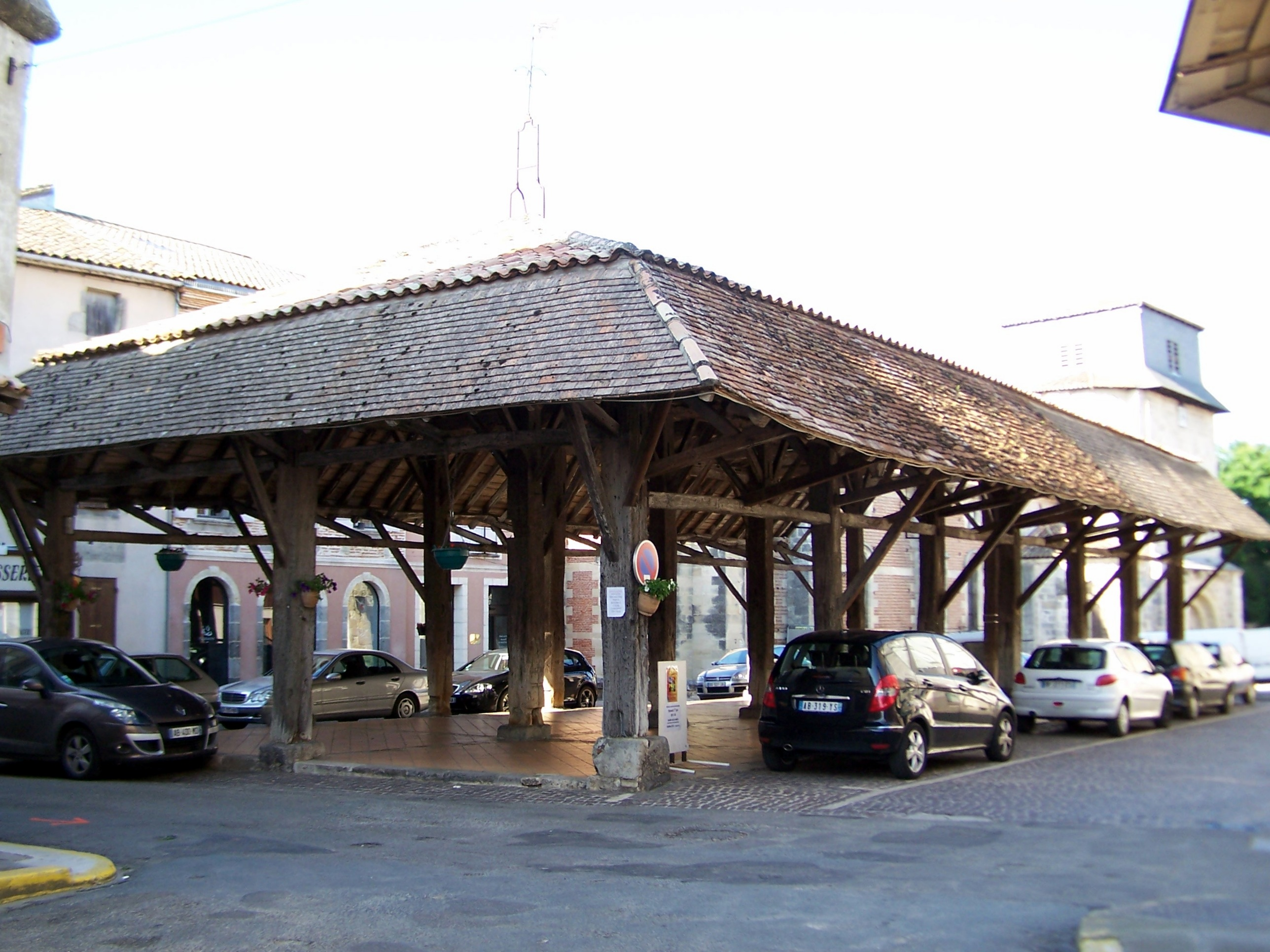
La halle, vue ouest.
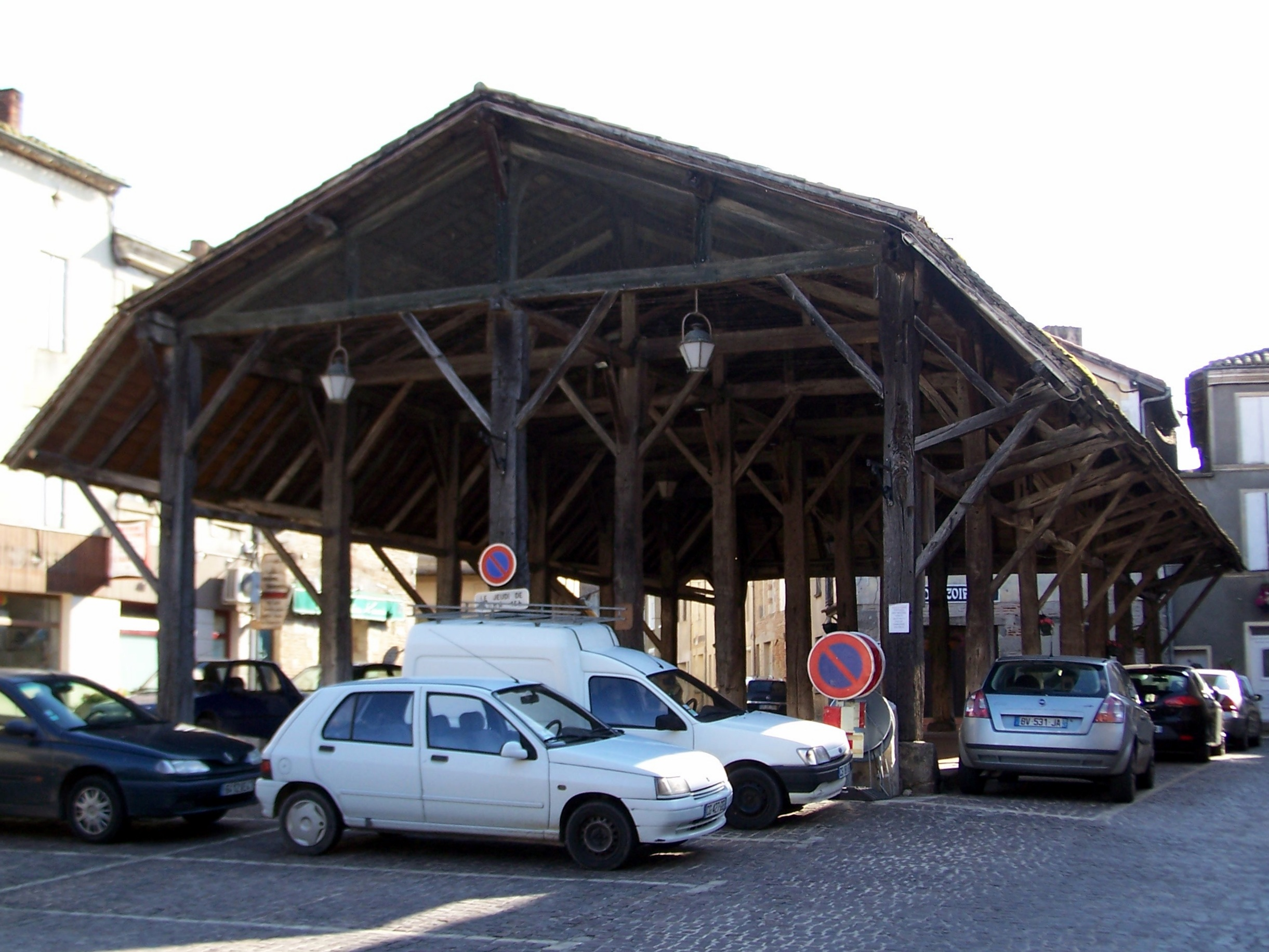
La halle, vue est.

Fontaine "Galiane" et son lavoir.

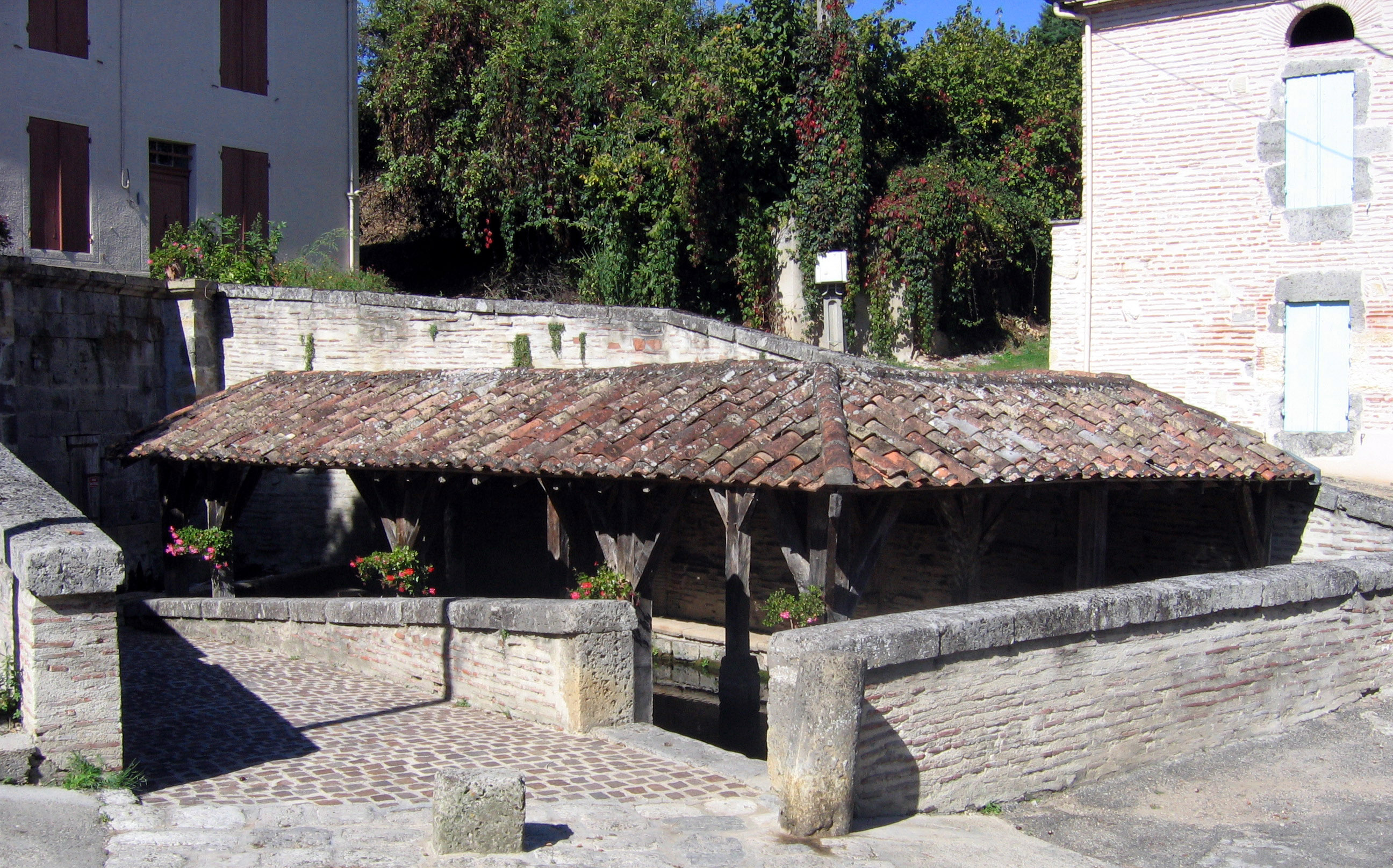
Lavoir de la fontaine Galiane, vue d'ensemble.
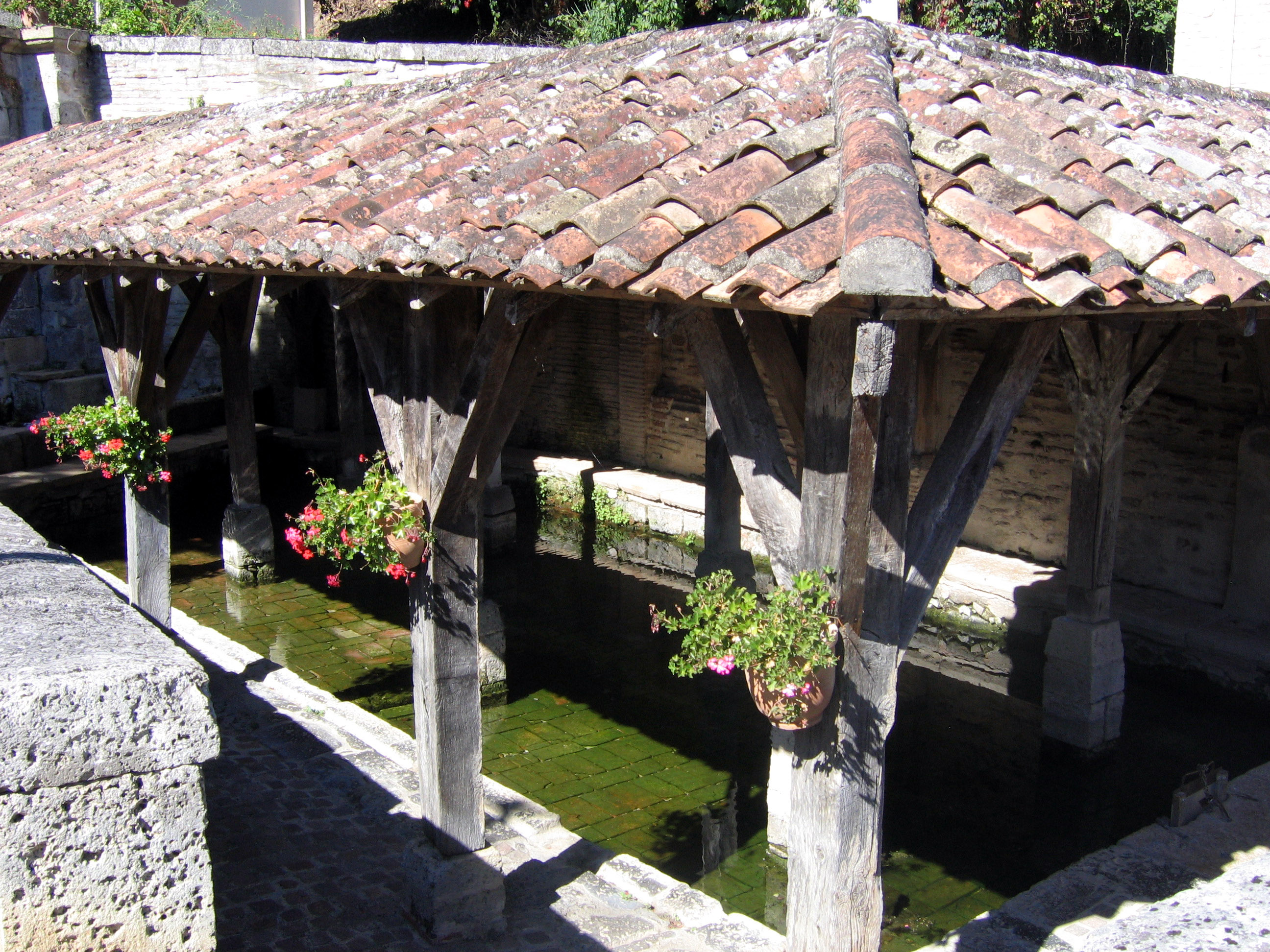
Lavoir de la fontaine Galiane, vue rapprochée.
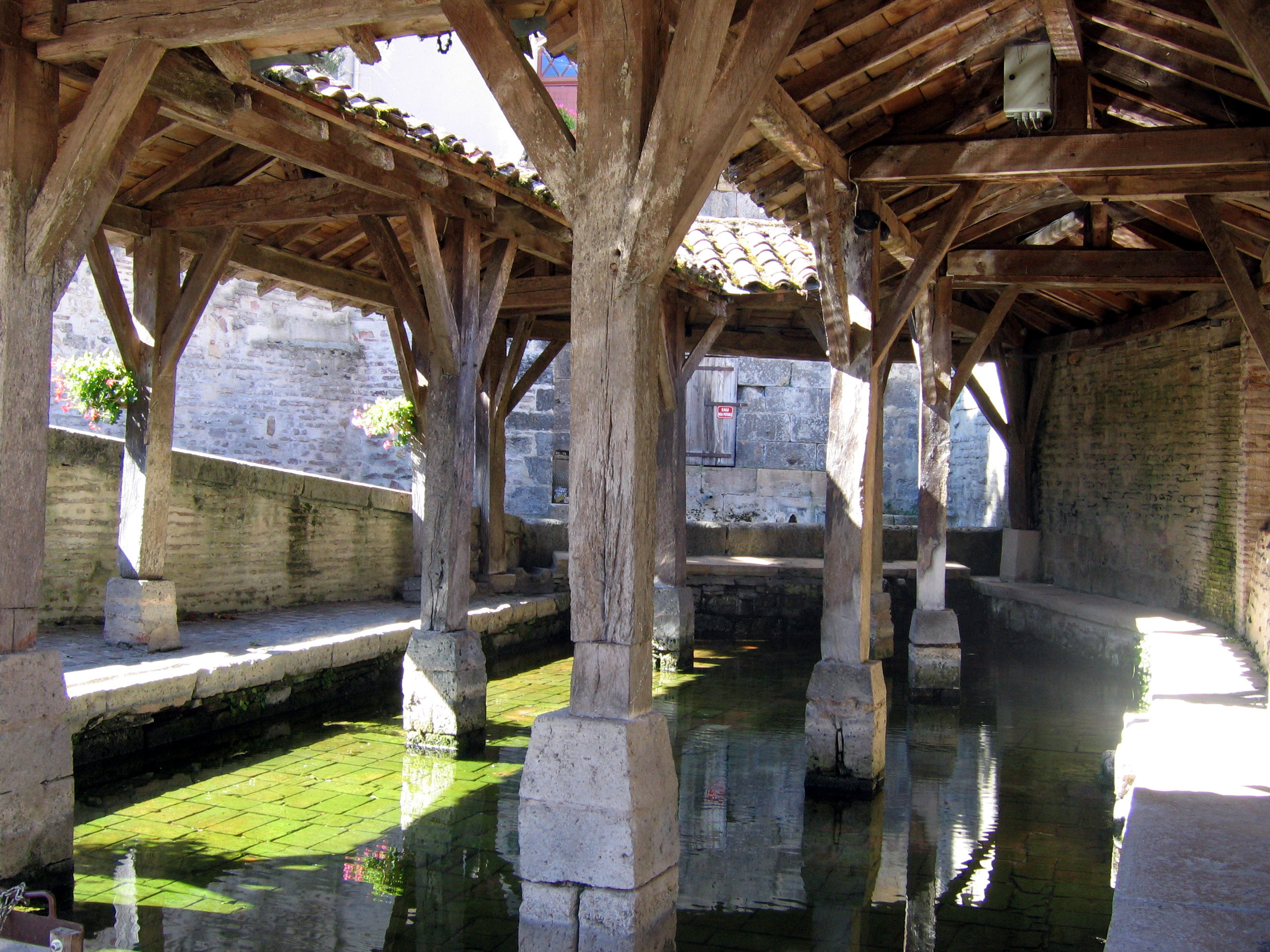
Lavoir de la fontaine Galiane, intérieur.
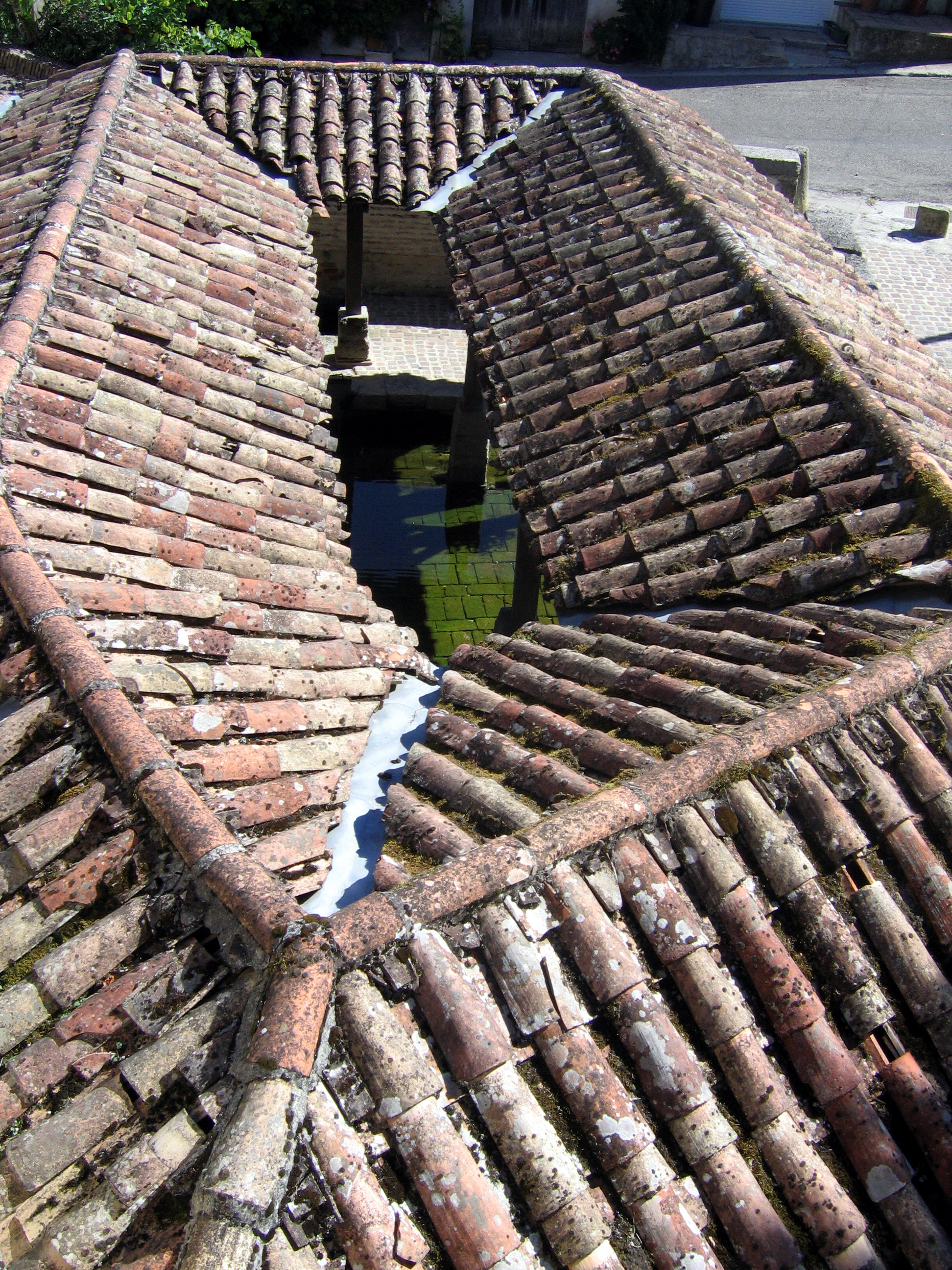
Lavoir de la fontaine Galiane, vue du toit.

Reste de l'enceinte du château et porte : le château fut rasé en 1616. On trouve à sa place une vaste esplanade, transformée en parc, dominant le port du canal latéral à la Garonne, ainsi que le fleuve et le pont le franchissant.

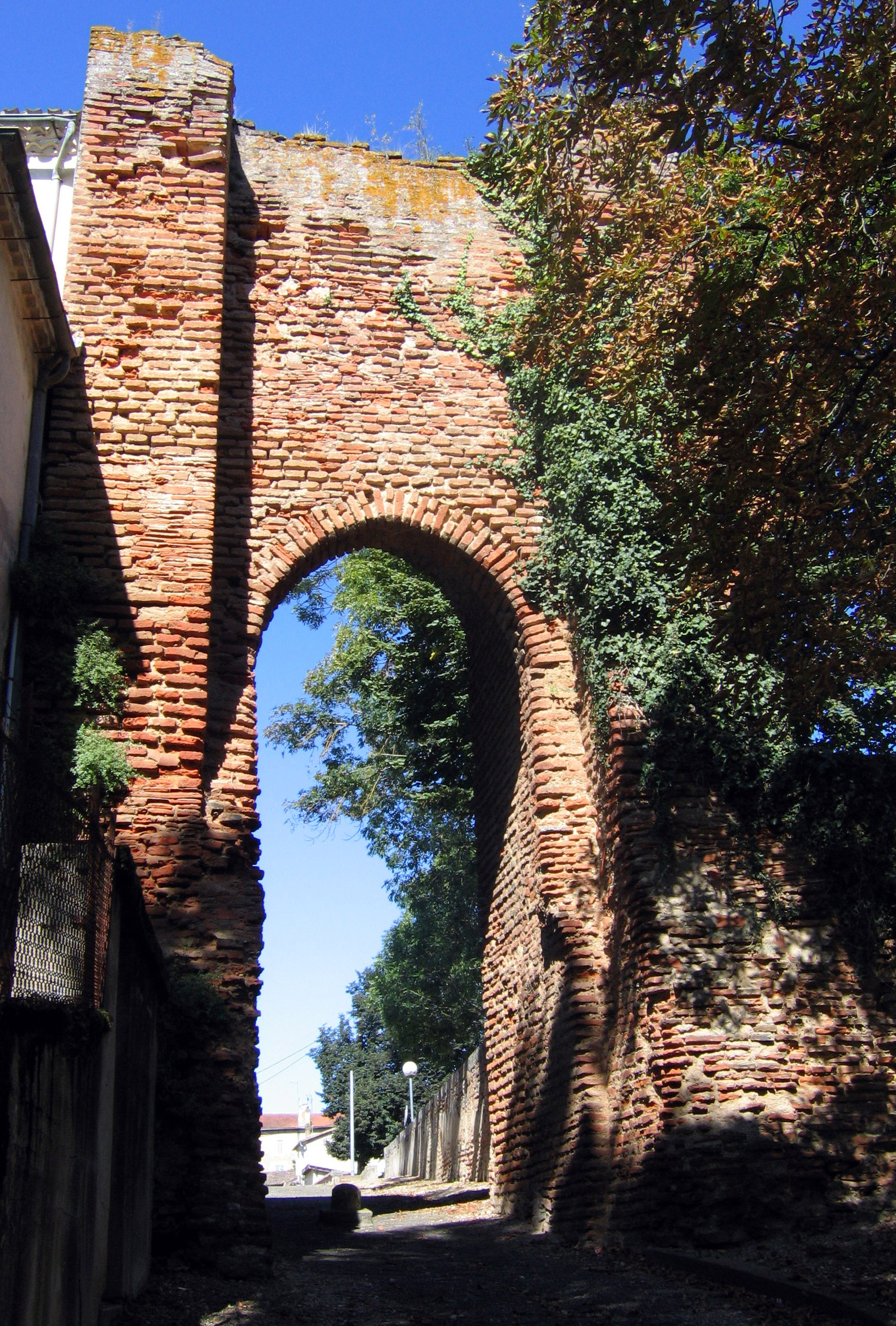
Vue extérieure de la porte est du château.
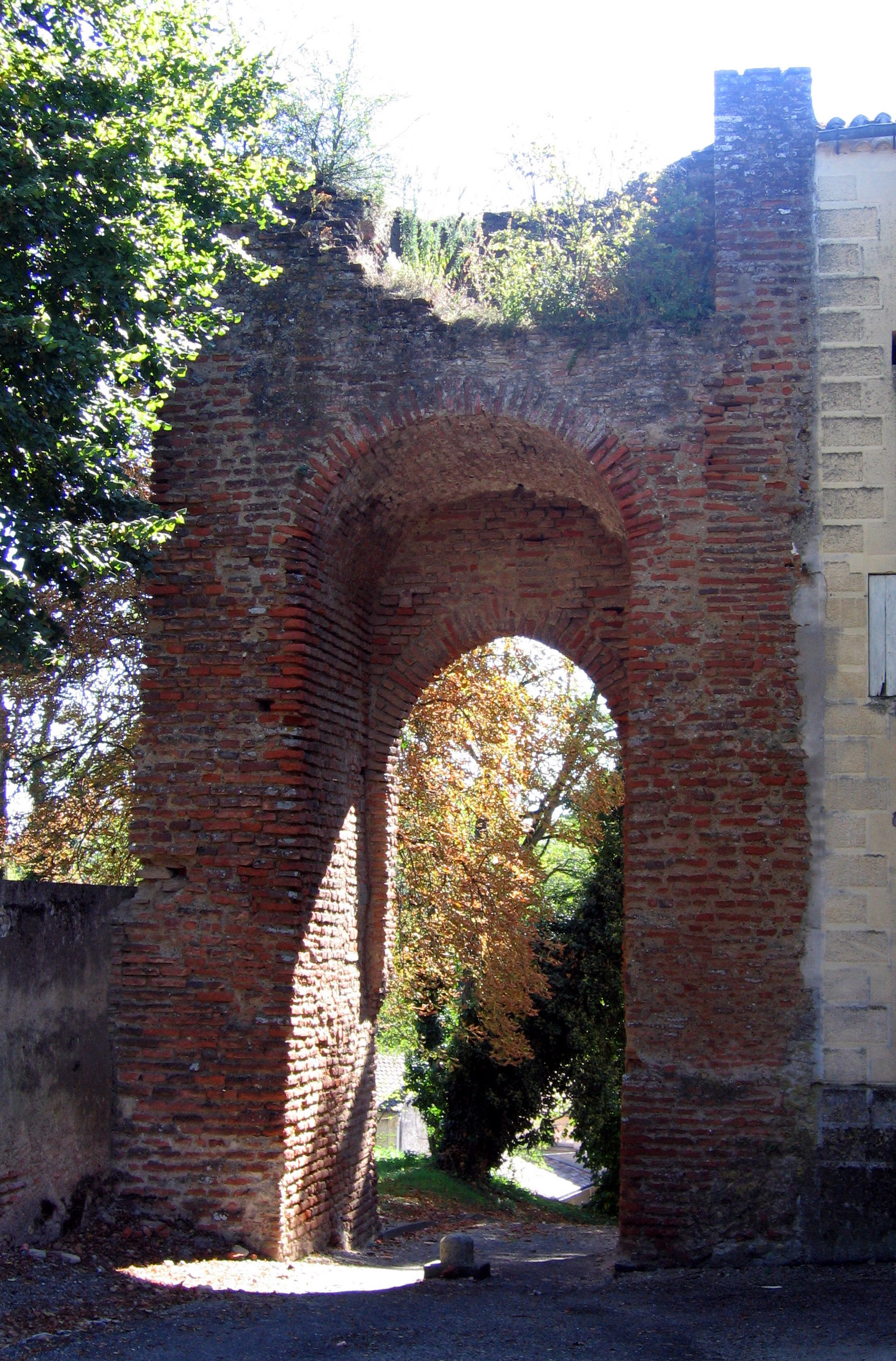
Vue intérieure de la porte est du château.
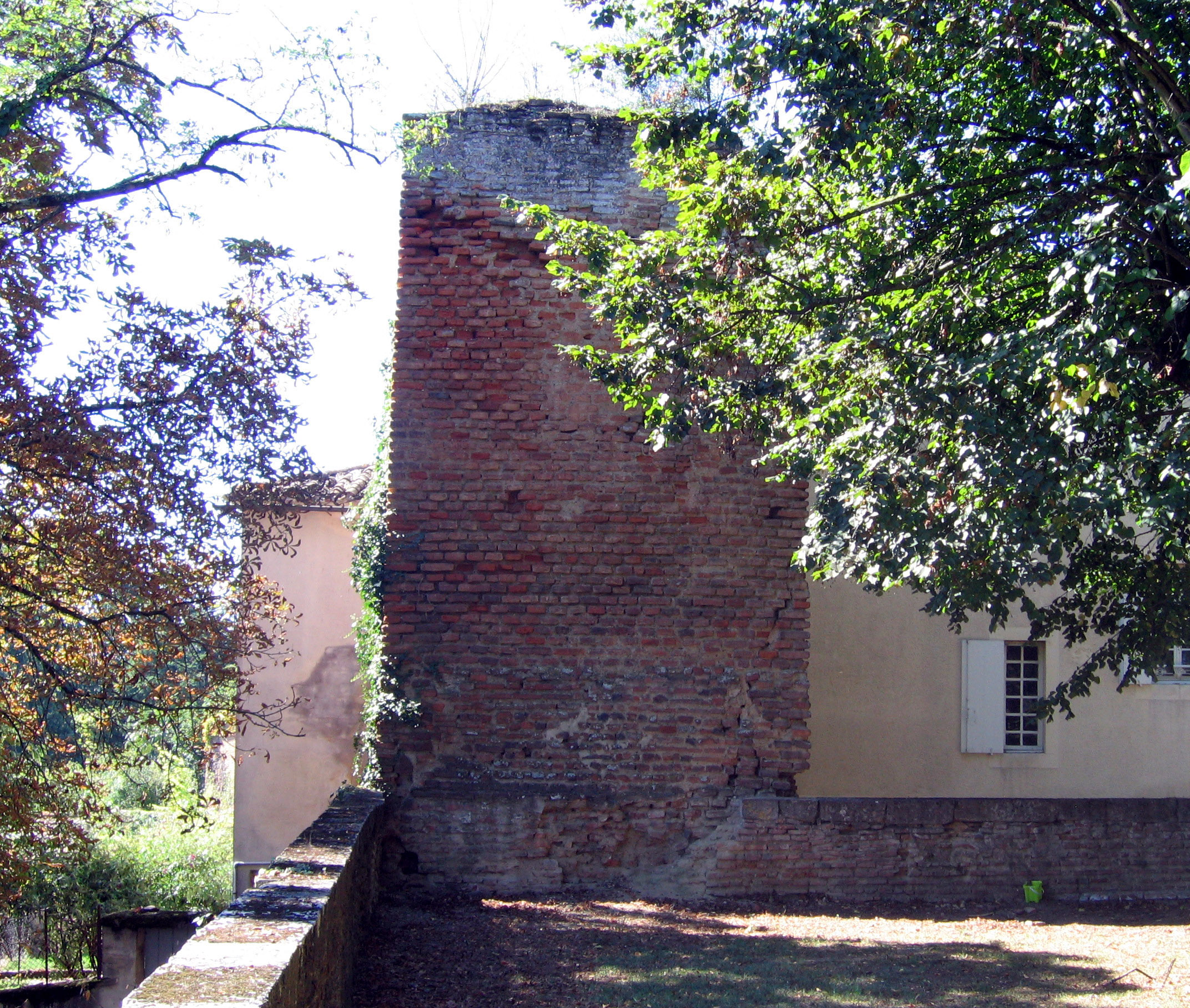
Vue de profil de la porte est du château.

### Équipements culturels
Antenne de l'office de tourisme du Val de Garonne.
Au 1er janvier 1998, l'inventaire communal (mené conjointement par l'Insee et le Service Central des Enquêtes et Études Statistiques (Ministère de l'Agriculture et de la Pêche)) indiquait que Le Mas-d'Agenais disposait des 19 équipements essentiels définis par ces organismes. L'inventaire 2008 n'étant pas encore paru, il est cependant possible d'affirmer la pérennité de ces 19 équipements essentiels, sans préjuger du maintien du nombre d'entreprises ou de personnes par type d'équipement. Ne disposant cependant pas de la totalité des 150 équipements communaux définis par l'inventaire, Le Mas-d'Agenais s'intègre dans le bassin de vie de Marmande.

### Linguistique
Le Mas-d'Agenais appartient à la zone linguistique du gascon garonnais. Nous ne disposons pas d'étude spécifique pour la commune, mais tout laisse à penser que l'évolution linguistique massaise ne diffère en rien de l'évolution linguistique constatée au niveau régional.

### Personnalités liées à la commune
- Maurice Joret (1861-1931), félibre
- Francis Duthil, ancien joueur de rugby à XIII, trésorier de la fédération française de rugby à XIII et maire de 2014 à 2020[258].

### Héraldique
| Blason de Mas-d'Agenais (Le) | Blason  | De gueules à trois mains senestres appaumées d'or.    |
| Blason de Mas-d'Agenais (Le) | Détails | Officiel, présent sur le site internet de la commune. |

Les armoiries utilisées par la commune du Mas d’Agenais ont été constituées dans les années 1980.
Quoique d'utilisation récente, ce blason trouve son origine au Moyen Âge et son explication divise les auteurs en deux grands courants historiographiques. Un premier courant l'explique par le pouvoir qu'avaient les prieurs du Mas-d'Agenais en tant que seigneurs. Les auteurs de ce courant (dont S. Hubert et R. Vacqué) avancent l'explication suivante : jusqu’au début du XIIIe siècle, les prieurs ayant trois « privilèges » ou « justices » (le droit de vie et de mort sur tous ; le droit de mobiliser, de réquisitionner ; le droit de propriété de la forêt, de percevoir la dîme et autres taxes), on les retrouvait symbolisés, sur leur sceau utilisé pour les affaires civiles, sous la forme de trois mains de justice (l’or symbolisant le divin lié au prieuré). Au début du XIVe siècle, Le Mas d’Agenais se plaça sous la protection des Sires d’Albret. Ceux-ci ayant aux origines un écu « de gueules plein », c'est-à-dire entièrement rouge, il a donc naturellement constitué le champ du blason du Mas d’Agenais.

## Sports

### Rugby
Historiquement, Le Mas-d'Agenais est essentiellement une commune de rugby, et plus particulièrement de rugby à XIII avec un club qui évolue en « Fédérale » au début des années 2020. Les médias treizistes considèrent même ce club comme « gros club formateur avec une belle école de rugby ».
Néanmoins en 2023, la commune décide de mettre fin à la présence du rugby à XIII sur son territoire à la suite de différentes décisions d'organisation prises à l'encontre du club.

### Football
Pour la saison 2023/2024, l'équipe fanion évolue en Régionale 3. Le Mas Athlétic Club compte environ 300 licenciés.